# Les 500 plus grands albums de tous les temps selon Rolling Stone
The 500 Greatest Albums of All Time (Les 500 plus grands albums de tous les temps) est un classement musical figurant à l'origine dans un numéro spécial du magazine américain Rolling Stone publié en novembre 2003. La liste était basée sur les votes de 271 musiciens, critiques et personnalités de l'industrie du disque, chacun proposant une liste de 50 albums. Plusieurs genres de musique se trouvent dans la liste, dont le rock, la pop, le blues, le jazz, la soul, le funk, le reggae, la folk, le hip-hop, et la fusion de ceux-ci. Outre les albums au sens strict, la liste comprend quelques albums live, compilations et bandes-son.
Le classement d'origine a fait l'objet de modifications mineures pour sa publication sous forme de livre en 2005 (avec une introduction du musicien Steven Van Zandt), puis d'une refonte plus significative en 2012.
En septembre 2020, le magazine Rolling Stone décide de remettre à jour son classement en faisant appel à  plus de 300 artistes, producteurs et journalistes.

## Classement de 2020
| classement | titre                                                                 | année              | artiste / groupe                    |
| ---------- | --------------------------------------------------------------------- | ------------------ | ----------------------------------- |
| 1          | What's Going On                                                       | 1971               | Marvin Gaye                         |
| 2          | Pet Sounds                                                            | 1966               | The Beach Boys                      |
| 3          | Blue                                                                  | 1971               | Joni Mitchell                       |
| 4          | Songs in the Key of Life                                              | 1976               | Stevie Wonder                       |
| 5          | Abbey Road                                                            | 1969               | The Beatles                         |
| 6          | Nevermind                                                             | 1991               | Nirvana                             |
| 7          | Rumours                                                               | 1977               | Fleetwood Mac                       |
| 8          | Purple Rain                                                           | 1984               | Prince                              |
| 9          | Blood on the Tracks                                                   | 1975               | Bob Dylan                           |
| 10         | The Miseducation of Lauryn Hill                                       | 1998               | Lauryn Hill                         |
| 11         | Revolver                                                              | 1966               | The Beatles                         |
| 12         | Thriller                                                              | 1982               | Michael Jackson                     |
| 13         | I Never Loved a Man the Way I Love You                                | 1967               | Aretha Franklin                     |
| 14         | Exile on Main St.                                                     | 1972               | The Rolling Stones                  |
| 15         | It Takes a Nation of Millions to Hold Us Back                         | 1988               | Public Enemy                        |
| 16         | London Calling                                                        | 1979               | The Clash                           |
| 17         | My Beautiful Dark Twisted Fantasy                                     | 2010               | Kanye West                          |
| 18         | Highway 61 Revisited                                                  | 1965               | Bob Dylan                           |
| 19         | To Pimp a Butterfly                                                   | 2015               | Kendrick Lamar                      |
| 20         | Kid A                                                                 | 2000               | Radiohead                           |
| 21         | Born to Run                                                           | 1975               | Bruce Springsteen                   |
| 22         | Ready to Die                                                          | 1994               | The Notorious B.I.G.                |
| 23         | The Velvet Underground and Nico                                       | 1967               | The Velvet Underground              |
| 24         | Sgt. Pepper's Lonely Hearts Club Band                                 | 1967               | The Beatles                         |
| 25         | Tapestry                                                              | 1971               | Carole King                         |
| 26         | Horses                                                                | 1975               | Patti Smith                         |
| 27         | Enter the Wu-Tang (36 Chambers)                                       | 1993               | Wu-Tang Clan                        |
| 28         | Voodoo                                                                | 2000               | D'Angelo                            |
| 29         | The Beatles ("The White Album")                                       | 1968               | The Beatles                         |
| 30         | Are You Experienced                                                   | 1967               | Jimi Hendrix                        |
| 31         | Kind of Blue                                                          | 1959               | Miles Davis                         |
| 32         | Lemonade                                                              | 2016               | Beyoncé                             |
| 33         | Back to Black                                                         | 2006               | Amy Winehouse                       |
| 34         | Innervisions                                                          | 1973               | Stevie Wonder                       |
| 35         | Rubber Soul                                                           | 1965               | The Beatles                         |
| 36         | Off the Wall                                                          | 1979               | Michael Jackson                     |
| 37         | The Chronic                                                           | 1992               | Dr. Dre                             |
| 38         | Blonde on Blonde                                                      | 1966               | Bob Dylan                           |
| 39         | Remain in Light                                                       | 1980               | Talking Heads                       |
| 40         | The Rise and Fall of Ziggy Stardust and the Spiders from Mars         | 1972               | David Bowie                         |
| 41         | Let It Bleed                                                          | 1969               | The Rolling Stones                  |
| 42         | OK Computer                                                           | 1997               | Radiohead                           |
| 43         | The Low End Theory                                                    | 1991               | A Tribe Called Quest                |
| 44         | Illmatic                                                              | 1994               | Nas                                 |
| 45         | Sign o' the Times                                                     | 1987               | Prince                              |
| 46         | Graceland                                                             | 1986               | Paul Simon                          |
| 47         | Ramones                                                               | 1976               | Ramones                             |
| 48         | Legend                                                                | 1984               | Bob Marley                          |
| 49         | Aquemini                                                              | 1998               | OutKast                             |
| 50         | The Blueprint                                                         | 2001               | Jay-Z                               |
| 51         | The Great Twenty-Eight (en)                                           | 1982 (compilation) | Chuck Berry                         |
| 52         | Station to Station                                                    | 1976               | David Bowie                         |
| 53         | Electric Ladyland                                                     | 1968               | The Jimi Hendrix Experience         |
| 54         | Star Time (en)                                                        | 1991               | James Brown                         |
| 55         | The Dark Side of the Moon                                             | 1973               | Pink Floyd                          |
| 56         | Exile in Guyville                                                     | 1993               | Liz Phair                           |
| 57         | The Band                                                              | 1969               | The Band                            |
| 58         | Led Zeppelin IV                                                       | 1971               | Led Zeppelin                        |
| 59         | Talking Book                                                          | 1972               | Stevie Wonder                       |
| 60         | Astral Weeks                                                          | 1968               | Van Morrison                        |
| 61         | Paid in Full                                                          | 1987               | Eric B. and Rakim                   |
| 62         | Appetite for Destruction                                              | 1987               | Guns N' Roses                       |
| 63         | Aja                                                                   | 1977               | Steely Dan                          |
| 64         | Stankonia                                                             | 2000               | OutKast                             |
| 65         | Live at the Apollo                                                    | 1963               | James Brown                         |
| 66         | A Love Supreme                                                        | 1965               | John Coltrane                       |
| 67         | Reasonable Doubt                                                      | 1996               | Jay-Z                               |
| 68         | Hounds of Love                                                        | 1985               | Kate Bush                           |
| 69         | Jagged Little Pill                                                    | 1995               | Alanis Morissette                   |
| 70         | Straight Outta Compton                                                | 1988               | NWA                                 |
| 71         | Exodus                                                                | 1977               | Bob Marley                          |
| 72         | Harvest                                                               | 1972               | Neil Young                          |
| 73         | Loveless                                                              | 1991               | My Bloody Valentine                 |
| 74         | The College Dropout                                                   | 2004               | Kanye West                          |
| 75         | Lady Soul                                                             | 1968               | Aretha Franklin                     |
| 76         | Superfly                                                              | 1972               | Curtis Mayfield                     |
| 77         | Who's Next                                                            | 1971               | The Who                             |
| 78         | The Sun Sessions                                                      | 1976               | Elvis Presley                       |
| 79         | Blonde                                                                | 2016               | Frank Ocean                         |
| 80         | Never Mind the Bollocks, Here's the Sex Pistols                       | 1977               | Sex Pistols                         |
| 81         | Beyoncé                                                               | 2013               | Beyoncé                             |
| 82         | There's a Riot Goin' On                                               | 1971               | Sly and the Family Stone            |
| 83         | Dusty in Memphis                                                      | 1969               | Dusty Springfield                   |
| 84         | Back in Black                                                         | 1980               | AC/DC                               |
| 85         | John Lennon/Plastic Ono Band                                          | 1970               | John Lennon                         |
| 86         | The Doors                                                             | 1967               | The Doors                           |
| 87         | Bitches Brew                                                          | 1970               | Miles Davis                         |
| 88         | Hunky Dory                                                            | 1971               | David Bowie                         |
| 89         | Baduizm                                                               | 1997               | Erykah Badu                         |
| 90         | After the Gold Rush                                                   | 1970               | Neil Young                          |
| 91         | Darkness on the Edge of Town                                          | 1978               | Bruce Springsteen                   |
| 92         | Axis: Bold as Love                                                    | 1967               | The Jimi Hendrix Experience         |
| 93         | Supa Dupa Fly                                                         | 1997               | Missy Elliott                       |
| 94         | Fun House                                                             | 1970               | The Stooges                         |
| 95         | Take Care                                                             | 2011               | Drake                               |
| 96         | Automatic for the People                                              | 1992               | R.E.M.                              |
| 97         | Master of Puppets                                                     | 1986               | Metallica                           |
| 98         | Car Wheels on a Gravel Road                                           | 1998               | Lucinda Williams                    |
| 99         | Red                                                                   | 2012               | Taylor Swift                        |
| 100        | Music from Big Pink                                                   | 1968               | The Band                            |
| 101        | Led Zeppelin                                                          | 1969               | Led Zeppelin                        |
| 102        | The Clash                                                             | 1977               | The Clash                           |
| 103        | 3 Feet High and Rising                                                | 1989               | De La Soul                          |
| 104        | Sticky Fingers                                                        | 1971               | The Rolling Stones                  |
| 105        | At Fillmore East                                                      | 1971               | The Allman Brothers Band            |
| 106        | Live Through This                                                     | 1994               | Hole                                |
| 107        | Marquee Moon                                                          | 1977               | Television                          |
| 108        | When the Pawn... (en)                                                 | 1999               | Fiona Apple                         |
| 109        | Transformer                                                           | 1972               | Lou Reed                            |
| 110        | Court and Spark                                                       | 1974               | Joni Mitchell                       |
| 111        | Control                                                               | 1986               | Janet Jackson                       |
| 112        | Goodbye Yellow Brick Road                                             | 1973               | Elton John                          |
| 113        | The Queen Is Dead                                                     | 1986               | The Smiths                          |
| 114        | Is This It                                                            | 2001               | The Strokes                         |
| 115        | Good Kid, M.A.A.D City                                                | 2012               | Kendrick Lamar                      |
| 116        | Disintegration                                                        | 1989               | The Cure                            |
| 117        | Late Registration                                                     | 2005               | Kanye West                          |
| 118        | Hotel California                                                      | 1976               | Eagles                              |
| 119        | Stand!                                                                | 1969               | Sly and the Family Stone            |
| 120        | Moondance                                                             | 1970               | Van Morrison                        |
| 121        | This Year's Model                                                     | 1978               | Elvis Costello                      |
| 122        | The Downward Spiral                                                   | 1994               | Nine Inch Nails                     |
| 123        | Led Zeppelin II                                                       | 1969               | Led Zeppelin                        |
| 124        | Achtung Baby                                                          | 1991               | U2                                  |
| 125        | Paul's Boutique                                                       | 1989               | Beastie Boys                        |
| 126        | My Life                                                               | 1994               | Mary J. Blige                       |
| 127        | Modern Sounds in Country and Western Music                            | 1962               | Ray Charles                         |
| 128        | A Night at the Opera                                                  | 1975               | Queen                               |
| 129        | The Wall                                                              | 1979               | Pink Floyd                          |
| 130        | 1999                                                                  | 1982               | Prince                              |
| 131        | Dummy                                                                 | 1994               | Portishead                          |
| 132        | 40 Greatest Hits (en)                                                 | 1978 (compilation) | Hank Williams                       |
| 133        | Hejira                                                                | 1976               | Joni Mitchell                       |
| 134        | The Score                                                             | 1996               | Fugees                              |
| 135        | The Joshua Tree                                                       | 1987               | U2                                  |
| 136        | Maggot Brain                                                          | 1971               | Funkadelic                          |
| 137        | 21                                                                    | 2011               | Adele                               |
| 138        | The Immaculate Collection                                             | 1990 (compilation) | Madonna                             |
| 139        | Paranoid                                                              | 1970               | Black Sabbath                       |
| 140        | Catch a Fire                                                          | 1973               | Bob Marley                          |
| 141        | Doolittle                                                             | 1989               | Pixies                              |
| 142        | Born in the U.S.A.                                                    | 1984               | Bruce Springsteen                   |
| 143        | The Velvet Underground                                                | 1969               | The Velvet Underground              |
| 144        | Physical Graffiti                                                     | 1975               | Led Zeppelin                        |
| 145        | The Marshall Mathers LP                                               | 2000               | Eminem                              |
| 146        | Parallel Lines                                                        | 1978               | Blondie                             |
| 147        | Grace                                                                 | 1994               | Jeff Buckley                        |
| 148        | Channel Orange                                                        | 2012               | Frank Ocean                         |
| 149        | John Prine                                                            | 1971               | John Prine                          |
| 150        | Nebraska                                                              | 1982               | Bruce Springsteen                   |
| 151        | Faith                                                                 | 1987               | George Michael                      |
| 152        | Pretenders                                                            | 1980               | The Pretenders                      |
| 153        | Rid of Me                                                             | 1993               | PJ Harvey                           |
| 154        | Amazing Grace (en)                                                    | 1972               | Aretha Franklin                     |
| 155        | The Black Album                                                       | 2003               | Jay-Z                               |
| 156        | Let It Be                                                             | 1984               | The Replacements                    |
| 157        | (What's the Story) Morning Glory?                                     | 1995               | Oasis                               |
| 158        | Mama's Gun                                                            | 2000               | Erykah Badu                         |
| 159        | Synchronicity                                                         | 1983               | The Police                          |
| 160        | Ten                                                                   | 1991               | Pearl Jam                           |
| 161        | Crosby, Stills & Nash                                                 | 1969               | Crosby, Stills & Nash               |
| 162        | Different Class                                                       | 1995               | Pulp                                |
| 163        | Saturday Night Fever                                                  | 1977               | divers artistes                     |
| 164        | At Folsom Prison                                                      | 1968 (live)        | Johnny Cash                         |
| 165        | Murmur                                                                | 1983               | R.E.M.                              |
| 166        | 20 Golden Greats (en)                                                 | 1978               | Buddy Holly                         |
| 167        | Violator                                                              | 1990               | Depeche Mode                        |
| 168        | Can't Buy a Thrill                                                    | 1972               | Steely Dan                          |
| 169        | The Stranger                                                          | 1977               | Billy Joel                          |
| 170        | Disraeli Gears                                                        | 1967               | Cream                               |
| 171        | Daydream Nation                                                       | 1988               | Sonic Youth                         |
| 172        | Bridge over Troubled Water                                            | 1970               | Simon and Garfunkel                 |
| 173        | In Utero                                                              | 1993               | Nirvana                             |
| 174        | The Harder They Come                                                  | 1972               | Jimmy Cliff                         |
| 175        | Damn                                                                  | 2017               | Kendrick Lamar                      |
| 176        | Fear of a Black Planet                                                | 1990               | Public Enemy                        |
| 177        | Every Picture Tells a Story                                           | 1971               | Rod Stewart                         |
| 178        | Otis Blue                                                             | 1965               | Otis Redding                        |
| 179        | Life After Death                                                      | 1997               | The Notorious B.I.G.                |
| 180        | Forever Changes                                                       | 1967               | Love                                |
| 181        | Bringing It All Back Home                                             | 1965               | Bob Dylan                           |
| 182        | Sweet Baby James                                                      | 1970               | James Taylor                        |
| 183        | Brown Sugar                                                           | 1995               | D'Angelo                            |
| 184        | She's So Unusual                                                      | 1983               | Cyndi Lauper                        |
| 185        | Beggars Banquet                                                       | 1968               | The Rolling Stones                  |
| 186        | Blood Sugar Sex Magik                                                 | 1991               | Red Hot Chili Peppers               |
| 187        | AmeriKKKa's Most Wanted                                               | 1990               | Ice Cube                            |
| 188        | Electric Warrior                                                      | 1971               | T. Rex                              |
| 189        | Dig Me Out                                                            | 1997               | Sleater-Kinney                      |
| 190        | Tommy                                                                 | 1969               | The Who                             |
| 191        | At Last!                                                              | 1961               | Etta James                          |
| 192        | Licensed to Ill                                                       | 1986               | Beastie Boys                        |
| 193        | Willy and the Poor Boys                                               | 1969               | Creedence Clearwater Revival        |
| 194        | Bad                                                                   | 1987               | Michael Jackson                     |
| 195        | Songs of Leonard Cohen                                                | 1967               | Leonard Cohen                       |
| 196        | Body Talk                                                             | 2010               | Robyn                               |
| 197        | Meet the Beatles!                                                     | 1964               | The Beatles                         |
| 198        | The B-52's                                                            | 1979               | The B-52's                          |
| 199        | Slanted and Enchanted                                                 | 1993               | Pavement                            |
| 200        | Diamond Life                                                          | 1984               | Sade                                |
| 201        | Midnight Marauders                                                    | 1993               | A Tribe Called Quest                |
| 202        | Homogenic                                                             | 1997               | Björk                               |
| 203        | Pink Moon                                                             | 1979               | Nick Drake                          |
| 204        | Graduation                                                            | 2007               | Kanye West                          |
| 205        | Tea for the Tillerman                                                 | 1970               | Cat Stevens                         |
| 206        | Low                                                                   | 1977               | David Bowie                         |
| 207        | The Eagles                                                            | 1972               | Eagles                              |
| 208        | Tha Carter III                                                        | 2008               | Lil Wayne                           |
| 209        | Raising Hell                                                          | 1986               | Run–DMC                             |
| 210        | The Birth of Soul (en)                                                | 1991               | Ray Charles                         |
| 211        | Unknown Pleasures                                                     | 1980               | Joy Division                        |
| 212        | Wild Is the Wind                                                      | 1966               | Nina Simone                         |
| 213        | The Idler Wheel... (en)                                               | 2012               | Fiona Apple                         |
| 214        | Wildflowers                                                           | 1994               | Tom Petty                           |
| 215        | American Beauty                                                       | 1970               | Grateful Dead                       |
| 216        | Either/Or                                                             | 1997               | Elliott Smith                       |
| 217        | Definitely Maybe                                                      | 1994               | Oasis                               |
| 218        | CrazySexyCool                                                         | 1994               | TLC                                 |
| 219        | Only Built 4 Cuban Linx…                                              | 1995               | Raekwon                             |
| 220        | Déjà Vu                                                               | 1970               | Crosby, Stills, Nash and Young      |
| 221        | Rage Against the Machine                                              | 1992               | Rage Against the Machine            |
| 222        | Ray of Light                                                          | 1998               | Madonna                             |
| 223        | Imagine                                                               | 1971               | John Lennon                         |
| 224        | Fly (en)                                                              | 1999               | The Chicks                          |
| 225        | Yankee Hotel Foxtrot                                                  | 2001               | Wilco                               |
| 226        | Layla and Other Assorted Love Songs                                   | 1970               | Derek and the Dominos               |
| 227        | Here's Little Richard                                                 | 1957               | Little Richard                      |
| 228        | De La Soul Is Dead                                                    | 1991               | De La Soul                          |
| 229        | The Ultimate Collection (en)                                          | 2000 (compilation) | Patsy Cline                         |
| 230        | Anti                                                                  | 2016               | Rihanna                             |
| 231        | Damn the Torpedoes                                                    | 1979               | Tom Petty and the Heartbreakers     |
| 232        | Giant Steps                                                           | 1960               | John Coltrane                       |
| 233        | Little Earthquakes                                                    | 1992               | Tori Amos                           |
| 234        | Master of Reality                                                     | 1971               | Black Sabbath                       |
| 235        | Metallica                                                             | 1991               | Metallica                           |
| 236        | Discovery                                                             | 2001               | Daft Punk                           |
| 237        | Red Headed Stranger                                                   | 1975               | Willie Nelson                       |
| 238        | Trans-Europe Express                                                  | 1977               | Kraftwerk                           |
| 239        | Criminal Minded                                                       | 1987               | Boogie Down Productions             |
| 240        | Live at the Harlem Square Club, 1963                                  | 1985               | Sam Cooke                           |
| 241        | Blue Lines                                                            | 1991               | Massive Attack                      |
| 242        | Loaded                                                                | 1970               | The Velvet Underground              |
| 243        | Odessey and Oracle                                                    | 1968               | The Zombies                         |
| 244        | 808s and Heartbreak                                                   | 2008               | Kanye West                          |
| 245        | Heaven or Las Vegas                                                   | 1990               | Cocteau Twins                       |
| 246        | Mama Said Knock You Out                                               | 1991               | LL Cool J                           |
| 247        | Love Deluxe                                                           | 1992               | Sade                                |
| 248        | American Idiot                                                        | 2004               | Green Day                           |
| 249        | Whitney Houston                                                       | 1985               | Whitney Houston                     |
| 250        | Singles Going Steady (en)                                             | 1979               | Buzzcocks                           |
| 251        | Honky Château                                                         | 1972               | Elton John                          |
| 252        | Are We Not Men? We Are Devo!                                          | 1978               | Devo                                |
| 253        | The Piper at the Gates of Dawn                                        | 1967               | Pink Floyd                          |
| 254        | Head Hunters                                                          | 1973               | Herbie Hancock                      |
| 255        | The Freewheelin' Bob Dylan                                            | 1963               | Bob Dylan                           |
| 256        | Tracy Chapman                                                         | 1988               | Tracy Chapman                       |
| 257        | Coat of Many Colors                                                   | 1971               | Dolly Parton                        |
| 258        | The Hissing of Summer Lawns                                           | 1975               | Joni Mitchell                       |
| 259        | Pearl                                                                 | 1971               | Janis Joplin                        |
| 260        | Cut                                                                   | 1979               | The Slits                           |
| 261        | Check Your Head                                                       | 1992               | Beastie Boys                        |
| 262        | Power, Corruption and Lies                                            | 1983               | New Order                           |
| 263        | A Hard Day's Night                                                    | 1964               | The Beatles                         |
| 264        | Wish You Were Here                                                    | 1975               | Pink Floyd                          |
| 265        | Wowee Zowee                                                           | 1995               | Pavement                            |
| 266        | Help!                                                                 | 1965               | The Beatles                         |
| 267        | Double Nickels on the Dime                                            | 1984               | Minutemen                           |
| 268        | Sail Away                                                             | 1972               | Randy Newman                        |
| 269        | Yeezus                                                                | 2013               | Kanye West                          |
| 270        | Golden Hour                                                           | 2018               | Kacey Musgraves                     |
| 271        | What's the 411?                                                       | 1992               | Mary J. Blige                       |
| 272        | White Light/White Heat                                                | 1968               | The Velvet Underground              |
| 273        | Entertainment!                                                        | 1979               | Gang of Four                        |
| 274        | Sweetheart of the Rodeo                                               | 1968               | The Byrds                           |
| 275        | Curtis (en)                                                           | 1970               | Curtis Mayfield                     |
| 276        | The Bends                                                             | 1995               | Radiohead                           |
| 277        | The Diary of Alicia Keys                                              | 2003               | Alicia Keys                         |
| 278        | Houses of the Holy                                                    | 1973               | Led Zeppelin                        |
| 279        | MTV Unplugged in New York                                             | 1994               | Nirvana                             |
| 280        | Get Rich or Die Tryin'                                                | 2002               | 50 Cent                             |
| 281        | Nilsson Schmilsson                                                    | 1971               | Harry Nilsson                       |
| 282        | In the Wee Small Hours                                                | 1955               | Frank Sinatra                       |
| 283        | Bad Girls                                                             | 1975               | Donna Summer                        |
| 284        | Down Every Road 1962–1994 (en)                                        | 1996               | Merle Haggard                       |
| 285        | Third/Sister Lovers                                                   | 1978               | Big Star                            |
| 286        | Californication                                                       | 1999               | Red Hot Chili Peppers               |
| 287        | Mr. Tambourine Man                                                    | 1965               | The Byrds                           |
| 288        | The Modern Lovers                                                     | 1976               | The Modern Lovers                   |
| 289        | Post                                                                  | 1995               | Björk                               |
| 290        | Speakerboxxx/The Love Below                                           | 2003               | OutKast                             |
| 291        | The Writing's on the Wall                                             | 1999               | Destiny's Child                     |
| 292        | Van Halen                                                             | 1978               | Van Halen                           |
| 293        | Last Splash                                                           | 1993               | The Breeders                        |
| 294        | Weezer ("The Blue Album")                                             | 1994               | Weezer                              |
| 295        | Random Access Memories                                                | 2013               | Daft Punk                           |
| 296        | Rust Never Sleeps                                                     | 1979               | Neil Young                          |
| 297        | So                                                                    | 1986               | Peter Gabriel                       |
| 298        | Full Moon Fever                                                       | 1989               | Tom Petty                           |
| 299        | Live at the Regal                                                     | 1965               | B. B. King                          |
| 300        | Come On Over                                                          | 1997               | Shania Twain                        |
| 301        | New York Dolls                                                        | 1973               | New York Dolls                      |
| 302        | Tonight's the Night                                                   | 1975               | Neil Young                          |
| 303        | The Definitive Collection (en)                                        | 2001 (compilation) | ABBA                                |
| 304        | Just as I Am                                                          | 1971               | Bill Withers                        |
| 305        | Alive!                                                                | 1975               | Kiss                                |
| 306        | I'm Still in Love with You (en)                                       | 1972               | Al Green                            |
| 307        | Portrait of a Legend: 1951–1964 (en)                                  | 2003 (compilation) | Sam Cooke                           |
| 308        | Here Come the Warm Jets                                               | 1974               | Brian Eno                           |
| 309        | Closer                                                                | 1980               | Joy Division                        |
| 310        | Pink Flag                                                             | 1977               | Wire                                |
| 311        | On the Beach                                                          | 1974               | Neil Young                          |
| 312        | A Seat at the Table                                                   | 2016               | Solange Knowles                     |
| 313        | Stories from the City, Stories from the Sea                           | 2000               | PJ Harvey                           |
| 314        | One in a Million                                                      | 1996               | Aaliyah                             |
| 315        | El mal querer                                                         | 2018               | Rosalía                             |
| 316        | The Who Sell Out                                                      | 1967               | The Who                             |
| 317        | Lady in Satin                                                         | 1958               | Billie Holiday                      |
| 318        | The Velvet Rope                                                       | 1997               | Janet Jackson                       |
| 319        | The Stone Roses                                                       | 1989               | The Stone Roses                     |
| 320        | Los Angeles (en)                                                      | 1980               | X                                   |
| 321        | Norman Fucking Rockwell!                                              | 2019               | Lana Del Rey                        |
| 322        | From Elvis in Memphis                                                 | 1969               | Elvis Presley                       |
| 323        | Sandinista!                                                           | 1980               | The Clash                           |
| 324        | A Rush of Blood to the Head                                           | 2002               | Coldplay                            |
| 325        | All Killer, No Filler: The Anthology (en)                             | 1993 (compilation) | Jerry Lee Lewis                     |
| 326        | Dirty Mind                                                            | 1980               | Prince                              |
| 327        | Live at Leeds                                                         | 1970 (live)        | The Who                             |
| 328        | Modern Vampires of the City                                           | 2013               | Vampire Weekend                     |
| 329        | Endtroducing.....                                                     | 1996               | DJ Shadow                           |
| 330        | Aftermath                                                             | 1966               | The Rolling Stones                  |
| 331        | Like a Prayer                                                         | 1989               | Madonna                             |
| 332        | Elvis Presley                                                         | 1956               | Elvis Presley                       |
| 333        | Still Bill                                                            | 1972               | Bill Withers                        |
| 334        | Abraxas                                                               | 1970               | Carlos Santana                      |
| 335        | The Basement Tapes                                                    | 1975               | Bob Dylan                           |
| 336        | Avalon                                                                | 1982               | Roxy Music                          |
| 337        | John Wesley Harding                                                   | 1967               | Bob Dylan                           |
| 338        | Another Green World                                                   | 1975               | Brian Eno                           |
| 339        | Janet Jackson's Rhythm Nation 1814                                    | 1989               | Janet Jackson                       |
| 340        | Doggystyle                                                            | 1993               | Snoop Dogg                          |
| 341        | Siamese Dream                                                         | 1993               | The Smashing Pumpkins               |
| 342        | Let It Be                                                             | 1970               | The Beatles                         |
| 343        | Greatest Hits (en)                                                    | 1970               | Sly and the Family Stone            |
| 344        | Funky Kingston                                                        | 1973               | Toots and the Maytals               |
| 345        | The Wild, the Innocent and the E Street Shuffle                       | 1973               | Bruce Springsteen                   |
| 346        | AM                                                                    | 2013               | Arctic Monkeys                      |
| 347        | Liquid Swords                                                         | 1995               | GZA                                 |
| 348        | Time (The Revelator)                                                  | 2001               | Gillian Welch                       |
| 349        | Kick Out the Jams                                                     | 1969               | MC5                                 |
| 350        | Music of My Mind                                                      | 1972               | Stevie Wonder                       |
| 351        | For Your Pleasure                                                     | 1973               | Roxy Music                          |
| 352        | The Slim Shady LP                                                     | 1999               | Eminem                              |
| 353        | The Cars                                                              | 1978               | The Cars                            |
| 354        | Germ Free Adolescents                                                 | 1978               | X-Ray Spex                          |
| 355        | Black Sabbath                                                         | 1970               | Black Sabbath                       |
| 356        | Gris-Gris                                                             | 1968               | Dr. John                            |
| 357        | Rain Dogs                                                             | 1985               | Tom Waits                           |
| 358        | Goo                                                                   | 1990               | Sonic Youth                         |
| 359        | Radio City                                                            | 1974               | Big Star                            |
| 360        | One Nation Under a Groove                                             | 1978               | Funkadelic                          |
| 361        | The Black Parade                                                      | 2006               | My Chemical Romance                 |
| 362        | Never Too Much (en)                                                   | 1981               | Luther Vandross                     |
| 363        | Mothership Connection                                                 | 1975               | Parliament                          |
| 364        | More Songs About Buildings and Food                                   | 1978               | Talking Heads                       |
| 365        | Madvillainy                                                           | 2004               | Madvillain                          |
| 366        | Rocks                                                                 | 1976               | Aerosmith                           |
| 367        | If You're Reading This It's Too Late                                  | 2015               | Drake                               |
| 368        | All Things Must Pass                                                  | 1970               | George Harrison                     |
| 369        | The Infamous                                                          | 1995               | Mobb Deep                           |
| 370        | Tha Carter II                                                         | 2005               | Lil Wayne                           |
| 371        | Anthology (en)                                                        | 1973 (compilation) | The Temptations                     |
| 372        | Cheap Thrills                                                         | 1968               | Big Brother and the Holding Company |
| 373        | Hot Buttered Soul                                                     | 1969               | Isaac Hayes                         |
| 374        | King of the Delta Blues Singers                                       | 1961               | Robert Johnson                      |
| 375        | Dookie                                                                | 1994               | Green Day                           |
| 376        | In the Aeroplane over the Sea                                         | 1998               | Neutral Milk Hotel                  |
| 377        | Fever to Tell                                                         | 2003               | Yeah Yeah Yeahs                     |
| 378        | Run–DMC                                                               | 1983               | Run–DMC                             |
| 379        | Moving Pictures                                                       | 1981               | Rush                                |
| 380        | Mingus Ah Um                                                          | 1959               | Charles Mingus                      |
| 381        | (pronounced 'lĕh-'nérd 'skin-'nérd)                                   | 1973               | Lynyrd Skynyrd                      |
| 382        | Currents                                                              | 2015               | Tame Impala                         |
| 383        | Mezzanine                                                             | 1998               | Massive Attack                      |
| 384        | The Kinks Are the Village Green Preservation Society                  | 1969               | The Kinks                           |
| 385        | Rocket to Russia                                                      | 1977               | Ramones                             |
| 386        | Donuts                                                                | 2006               | J Dilla                             |
| 387        | In Rainbows                                                           | 2007               | Radiohead                           |
| 388        | Young, Gifted and Black (en)                                          | 1972               | Aretha Franklin                     |
| 389        | The Emancipation of Mimi                                              | 2005               | Mariah Carey                        |
| 390        | Surfer Rosa                                                           | 1988               | Pixies                              |
| 391        | Kaleidoscope                                                          | 1999               | Kelis                               |
| 392        | Proud Mary: The Best of Ike and Tina Turner (en)                      | 1991 (compilation) | Ike et Tina Turner                  |
| 393        | 1989                                                                  | 2014               | Taylor Swift                        |
| 394        | Diana                                                                 | 1980               | Diana Ross                          |
| 395        | Black Messiah                                                         | 2014               | D'Angelo                            |
| 396        | Something/Anything?                                                   | 1972               | Todd Rundgren                       |
| 397        | When We All Fall Asleep, Where Do We Go?                              | 2019               | Billie Eilish                       |
| 398        | The Raincoats (en)                                                    | 1979               | The Raincoats                       |
| 399        | Smile (en)                                                            | 2004               | Brian Wilson                        |
| 400        | Beauty and the Beat                                                   | 1981               | The Go-Go's                         |
| 401        | Blondie                                                               | 1977               | Blondie                             |
| 402        | Expensive Shit                                                        | 1975               | Fela Kuti                           |
| 403        | Supreme Clientele                                                     | 2000               | Ghostface Killah                    |
| 404        | Rapture                                                               | 1986               | Anita Baker                         |
| 405        | Nuggets: Original Artyfacts from the First Psychedelic Era, 1965-1968 | 1972               | divers artistes                     |
| 406        | 69 Love Songs                                                         | 1999               | Magnetic Fields                     |
| 407        | Everybody Knows This Is Nowhere                                       | 1969               | Neil Young                          |
| 408        | Ace of Spades                                                         | 1980               | Motörhead                           |
| 409        | Workingman's Dead                                                     | 1970               | Grateful Dead                       |
| 410        | Wild Honey                                                            | 1967               | The Beach Boys                      |
| 411        | Love and Theft                                                        | 2001               | Bob Dylan                           |
| 412        | Going to a Go-Go                                                      | 1965               | Smokey Robinson and The Miracles    |
| 413        | Cosmo's Factory                                                       | 1970               | Creedence Clearwater Revival        |
| 414        | Risqué                                                                | 1979               | Chic                                |
| 415        | Look-Ka Py Py (en)                                                    | 1969               | The Meters                          |
| 416        | Things Fall Apart                                                     | 1999               | The Roots                           |
| 417        | The Shape of Jazz to Come                                             | 1959               | Ornette Coleman                     |
| 418        | Brothers in Arms                                                      | 1985               | Dire Straits                        |
| 419        | Chief (en)                                                            | 2011               | Eric Church                         |
| 420        | That's the Way of the World                                           | 1975               | Earth, Wind and Fire                |
| 421        | Arular                                                                | 2005               | M.I.A.                              |
| 422        | Let's Get It On                                                       | 1973               | Marvin Gaye                         |
| 423        | I Can Hear the Heart Beating as One (en)                              | 1997               | Yo La Tengo                         |
| 424        | Odelay                                                                | 1996               | Beck Hansen                         |
| 425        | Paul Simon                                                            | 1972               | Paul Simon                          |
| 426        | Lucinda Williams (en)                                                 | 1988               | Lucinda Williams                    |
| 427        | Call Me (en)                                                          | 1973               | Al Green                            |
| 428        | New Day Rising (en)                                                   | 1985               | Hüsker Dü                           |
| 429        | Reach Out (en)                                                        | 1967               | The Four Tops                       |
| 430        | My Aim Is True                                                        | 1977               | Elvis Costello                      |
| 431        | How Will the Wolf Survive? (en)                                       | 1984               | Los Lobos                           |
| 432        | Confessions                                                           | 2004               | Usher                               |
| 433        | Sound of Silver                                                       | 2007               | LCD Soundsystem                     |
| 434        | Crooked Rain, Crooked Rain                                            | 1994               | Pavement                            |
| 435        | Actually                                                              | 1987               | Pet Shop Boys                       |
| 436        | All Eyez on Me                                                        | 1996               | Tupac Shakur                        |
| 437        | Screamadelica                                                         | 1991               | Primal Scream                       |
| 438        | Parklife                                                              | 1994               | Blur                                |
| 439        | Sex Machine (en)                                                      | 1970               | James Brown                         |
| 440        | Coal Miner's Daughter (en)                                            | 1971               | Loretta Lynn                        |
| 441        | Blackout                                                              | 2007               | Britney Spears                      |
| 442        | Beauty Behind the Madness                                             | 2015               | The Weeknd                          |
| 443        | Scary Monsters (and Super Creeps)                                     | 1980               | David Bowie                         |
| 444        | Extraordinary Machine (en)                                            | 2005               | Fiona Apple                         |
| 445        | Close to the Edge                                                     | 1972               | Yes                                 |
| 446        | Journey in Satchidananda (en)                                         | 1971               | Alice Coltrane                      |
| 447        | X 100pre (en)                                                         | 2018               | Bad Bunny                           |
| 448        | Complete & Unbelievable: The Otis Redding Dictionary of Soul          | 1966               | Otis Redding                        |
| 449        | Elephant                                                              | 2003               | The White Stripes                   |
| 450        | Ram                                                                   | 1971               | Paul et Linda McCartney             |
| 451        | First Take                                                            | 1969               | Roberta Flack                       |
| 452        | Anthology                                                             | 1974               | Diana Ross and The Supremes         |
| 453        | Pretty Hate Machine                                                   | 1989               | Nine Inch Nails                     |
| 454        | Ege Bamyasi                                                           | 1972               | Can                                 |
| 455        | Bo Diddley (en)/Go Bo Diddley (en)                                    | 1958               | Bo Diddley                          |
| 456        | Greatest Hits                                                         | 1975               | Al Green                            |
| 457        | I Do Not Want What I Haven't Got                                      | 1990               | Sinéad O'Connor                     |
| 458        | Southeastern (en)                                                     | 2013               | Jason Isbell (en)                   |
| 459        | Man on the Moon: The End of Day                                       | 2009               | Kid Cudi                            |
| 460        | Melodrama                                                             | 2017               | Lorde                               |
| 461        | For Emma, Forever Ago                                                 | 2008               | Bon Iver                            |
| 462        | The Gilded Palace of Sin                                              | 1969               | The Flying Burrito Brothers         |
| 463        | Eli and the Thirteenth Confession                                     | 1968               | Laura Nyro                          |
| 464        | 3 + 3                                                                 | 1973               | The Isley Brothers                  |
| 465        | The Best of the Classic Years (en)                                    | 2003               | King Sunny Adé                      |
| 466        | The Beach Boys Today!                                                 | 1965               | The Beach Boys                      |
| 467        | BLACKsummers'night                                                    | 2009               | Maxwell                             |
| 468        | Some Girls                                                            | 1978               | The Rolling Stones                  |
| 469        | Clandestino                                                           | 1998               | Manu Chao                           |
| 470        | 400 Degreez                                                           | 1998               | Juvenile                            |
| 471        | Surrealistic Pillow                                                   | 1967               | Jefferson Airplane                  |
| 472        | Ctrl                                                                  | 2017               | SZA                                 |
| 473        | Barrio Fino                                                           | 2004               | Daddy Yankee                        |
| 474        | Number 1 Record                                                       | 1972               | Big Star                            |
| 475        | Sheryl Crow                                                           | 1996               | Sheryl Crow                         |
| 476        | Kimono My House                                                       | 1974               | Sparks                              |
| 477        | Moanin' in the Moonlight (en)                                         | 1959               | Howlin' Wolf                        |
| 478        | Something Else by the Kinks                                           | 1968               | The Kinks                           |
| 479        | Amor prohibido                                                        | 1994               | Selena                              |
| 480        | The Weight of These Wings (en)                                        | 2016               | Miranda Lambert                     |
| 481        | If You're Feeling Sinister                                            | 1996               | Belle and Sebastian                 |
| 482        | Bizarre Ride II the Pharcyde                                          | 1992               | The Pharcyde                        |
| 483        | The Anthology                                                         | 2001               | Muddy Waters                        |
| 484        | Born This Way                                                         | 2011               | Lady Gaga                           |
| 485        | I Want to See the Bright Lights Tonight                               | 1974               | Richard Thompson                    |
| 486        | Continuum                                                             | 2006               | John Mayer                          |
| 487        | Damaged                                                               | 1981               | Black Flag                          |
| 488        | The Stooges                                                           | 1969               | The Stooges                         |
| 489        | Back to Mono (1958–1969) (en)                                         | 1991               | Phil Spector et deviers artistes    |
| 490        | Heart Like a Wheel (en)                                               | 1975               | Linda Ronstadt                      |
| 491        | Fine Line                                                             | 2019               | Harry Styles                        |
| 492        | Nick of Time                                                          | 1989               | Bonnie Raitt                        |
| 493        | Here, My Dear                                                         | 1978               | Marvin Gaye                         |
| 494        | Presenting the Fabulous Ronettes (en)                                 | 1964               | The Ronettes                        |
| 495        | II                                                                    | 1991               | Boyz II Men                         |
| 496        | ¿Dónde están los ladrones?                                            | 1998               | Shakira                             |
| 497        | The Indestructible Beat of Soweto (en)                                | 1985               | divers artistes                     |
| 498        | Suicide                                                               | 1977               | Suicide                             |
| 499        | Ask Rufus (en)                                                        | 1977               | Chaka Khan                          |
| 500        | Funeral                                                               | 2004               | Arcade Fire                         |

## Comparaison des classements de 2003 et 2012
|            | classement de 2003                                                                   | classement de 2003                              | classement de 2003                                     | classement de 2012                                                                   | classement de 2012                              | classement de 2012                                         |
| classement | titre                                                                                | année                                           | artiste / groupe                                       | titre                                                                                | année                                           | artiste / groupe                                           |
| ---------- | ------------------------------------------------------------------------------------ | ----------------------------------------------- | ------------------------------------------------------ | ------------------------------------------------------------------------------------ | ----------------------------------------------- | ---------------------------------------------------------- |
| 1          | Sgt. Pepper's Lonely Hearts Club Band                                                | 1967                                            | The Beatles                                            | Sgt. Pepper's Lonely Hearts Club Band                                                | 1967                                            | The Beatles                                                |
| 2          | Pet Sounds                                                                           | 1966                                            | The Beach Boys                                         | Pet Sounds                                                                           | 1966                                            | The Beach Boys                                             |
| 3          | Revolver                                                                             | 1966                                            | The Beatles                                            | Revolver                                                                             | 1966                                            | The Beatles                                                |
| 4          | Highway 61 Revisited                                                                 | 1965                                            | Bob Dylan                                              | Highway 61 Revisited                                                                 | 1965                                            | Bob Dylan                                                  |
| 5          | Rubber Soul                                                                          | 1965                                            | The Beatles                                            | Rubber Soul                                                                          | 1965                                            | The Beatles                                                |
| 6          | What's Going On                                                                      | 1971                                            | Marvin Gaye                                            | What's Going On                                                                      | 1971                                            | Marvin Gaye                                                |
| 7          | Exile on Main Street                                                                 | 1972                                            | The Rolling Stones                                     | Exile on Main Street                                                                 | 1972                                            | The Rolling Stones                                         |
| 8          | London Calling                                                                       | 1979                                            | The Clash                                              | London Calling                                                                       | 1979                                            | The Clash                                                  |
| 9          | Blonde on Blonde                                                                     | 1966                                            | Bob Dylan                                              | Blonde on Blonde                                                                     | 1966                                            | Bob Dylan                                                  |
| 10         | The Beatles ("The White Album")                                                      | 1968                                            | The Beatles                                            | The Beatles ("The White Album")                                                      | 1968                                            | The Beatles                                                |
| 11         | The Sun Sessions                                                                     | 1954 (enregistré) / 1976 (publié)               | Elvis Presley                                          | Sunrise (en)                                                                         | 1954 (enregistré) / 1999 (publié)               | Elvis Presley                                              |
| 12         | Kind of Blue                                                                         | 1959                                            | Miles Davis                                            | Kind of Blue                                                                         | 1959                                            | Miles Davis                                                |
| 13         | The Velvet Underground and Nico                                                      | 1967                                            | The Velvet Underground                                 | The Velvet Underground and Nico                                                      | 1967                                            | The Velvet Underground                                     |
| 14         | Abbey Road                                                                           | 1969                                            | The Beatles                                            | Abbey Road                                                                           | 1969                                            | The Beatles                                                |
| 15         | Are You Experienced                                                                  | 1967                                            | The Jimi Hendrix Experience                            | Are You Experienced                                                                  | 1967                                            | The Jimi Hendrix Experience                                |
| 16         | Blood on the Tracks                                                                  | 1975                                            | Bob Dylan                                              | Blood on the Tracks                                                                  | 1975                                            | Bob Dylan                                                  |
| 17         | Nevermind                                                                            | 1991                                            | Nirvana                                                | Nevermind                                                                            | 1991                                            | Nirvana                                                    |
| 18         | Born to Run                                                                          | 1975                                            | Bruce Springsteen                                      | Born to Run                                                                          | 1975                                            | Bruce Springsteen                                          |
| 19         | Astral Weeks                                                                         | 1968                                            | Van Morrison                                           | Astral Weeks                                                                         | 1968                                            | Van Morrison                                               |
| 20         | Thriller                                                                             | 1982                                            | Michael Jackson                                        | Thriller                                                                             | 1982                                            | Michael Jackson                                            |
| 21         | The Great Twenty-Eight (en)                                                          | 1982 (compilation)                              | Chuck Berry                                            | The Great Twenty-Eight (en)                                                          | 1982 (compilation)                              | Chuck Berry                                                |
| 22         | John Lennon/Plastic Ono Band                                                         | 1970                                            | John Lennon                                            | The Complete Recordings (en)                                                         | 1990 (compilation)                              | Robert Johnson                                             |
| 23         | Innervisions                                                                         | 1973                                            | Stevie Wonder                                          | Plastic Ono Band                                                                     | 1970                                            | John Lennon                                                |
| 24         | Live at the Apollo (1963)                                                            | 1963                                            | James Brown                                            | Innervisions                                                                         | 1973                                            | Stevie Wonder                                              |
| 25         | Rumours                                                                              | 1977                                            | Fleetwood Mac                                          | Live at the Apollo (1963)                                                            | 1963                                            | James Brown                                                |
| 26         | The Joshua Tree                                                                      | 1987                                            | U2                                                     | Rumours                                                                              | 1977                                            | Fleetwood Mac                                              |
| 27         | King of the Delta Blues Singers Vol. 1                                               | 1961 (compilation)                              | Robert Johnson                                         | The Joshua Tree                                                                      | 1987                                            | U2                                                         |
| 28         | Who's Next                                                                           | 1971                                            | The Who                                                | Who's Next                                                                           | 1971                                            | The Who                                                    |
| 29         | Led Zeppelin (I)                                                                     | 1969                                            | Led Zeppelin                                           | Led Zeppelin (I)                                                                     | 1969                                            | Led Zeppelin                                               |
| 30         | Blue                                                                                 | 1971                                            | Joni Mitchell                                          | Blue                                                                                 | 1971                                            | Joni Mitchell                                              |
| 31         | Bringing It All Back Home                                                            | 1965                                            | Bob Dylan                                              | Bringing It All Back Home                                                            | 1965                                            | Bob Dylan                                                  |
| 32         | Let It Bleed                                                                         | 1969                                            | The Rolling Stones                                     | Let It Bleed                                                                         | 1969                                            | The Rolling Stones                                         |
| 33         | Ramones                                                                              | 1976                                            | Ramones                                                | Ramones                                                                              | 1976                                            | Ramones                                                    |
| 34         | Music From Big Pink                                                                  | 1968                                            | The Band                                               | Music From Big Pink                                                                  | 1968                                            | The Band                                                   |
| 35         | The Rise and Fall of Ziggy Stardust and the Spiders from Mars                        | 1972                                            | David Bowie                                            | The Rise and Fall of Ziggy Stardust and the Spiders from Mars                        | 1972                                            | David Bowie                                                |
| 36         | Tapestry                                                                             | 1971                                            | Carole King                                            | Tapestry                                                                             | 1971                                            | Carole King                                                |
| 37         | Hotel California                                                                     | 1976                                            | The Eagles                                             | Hotel California                                                                     | 1976                                            | Eagles                                                     |
| 38         | The Anthology 1947-1972 (en)                                                         | 2001 (compilation)                              | Muddy Waters                                           | The Anthology 1947-1972 (en)                                                         | 2001 (compilation)                              | Muddy Waters                                               |
| 39         | Please Please Me                                                                     | 1963                                            | The Beatles                                            | Please Please Me                                                                     | 1963                                            | The Beatles                                                |
| 40         | Forever Changes                                                                      | 1967                                            | Love                                                   | Forever Changes                                                                      | 1967                                            | Love                                                       |
| 41         | Never Mind the Bollocks, Here's the Sex Pistols                                      | 1977                                            | Sex Pistols                                            | Never Mind the Bollocks, Here's the Sex Pistols                                      | 1977                                            | Sex Pistols                                                |
| 42         | The Doors                                                                            | 1967                                            | The Doors                                              | The Doors                                                                            | 1967                                            | The Doors                                                  |
| 43         | The Dark Side of the Moon                                                            | 1973                                            | Pink Floyd                                             | The Dark Side of the Moon                                                            | 1973                                            | Pink Floyd                                                 |
| 44         | Horses                                                                               | 1975                                            | Patti Smith                                            | Horses                                                                               | 1975                                            | Patti Smith                                                |
| 45         | The Band                                                                             | 1969                                            | The Band                                               | The Band                                                                             | 1969                                            | The Band                                                   |
| 46         | Legend                                                                               | 1984 (compilation)                              | Bob Marley and the Wailers                             | Legend                                                                               | 1984 (compilation)                              | Bob Marley and the Wailers                                 |
| 47         | A Love Supreme                                                                       | 1964                                            | John Coltrane                                          | A Love Supreme                                                                       | 1964                                            | John Coltrane                                              |
| 48         | It Takes a Nation of Millions to Hold Us Back                                        | 1988                                            | Public Enemy                                           | It Takes a Nation of Millions to Hold Us Back                                        | 1988                                            | Public Enemy                                               |
| 49         | At Fillmore East                                                                     | 1971 (live)                                     | The Allman Brothers Band                               | At Fillmore East                                                                     | 1971 (live)                                     | The Allman Brothers Band                                   |
| 50         | Here's Little Richard                                                                | 1957                                            | Little Richard                                         | Here's Little Richard                                                                | 1957                                            | Little Richard                                             |
| 51         | Bridge Over Troubled Water                                                           | 1970                                            | Simon and Garfunkel                                    | Bridge Over Troubled Water                                                           | 1970                                            | Simon and Garfunkel                                        |
| 52         | Greatest Hits (en)                                                                   | 1975 (compilation)                              | Al Green                                               | Greatest Hits (en)                                                                   | 1975 (compilation)                              | Al Green                                                   |
| 53         | The Birth of Soul: The Complete Atlantic Rhythm and Blues Recordings, 1952-1959 (en) | 1991 (compilation)                              | Ray Charles                                            | Meet the Beatles!                                                                    | 1964                                            | The Beatles                                                |
| 54         | Electric Ladyland                                                                    | 1968                                            | The Jimi Hendrix Experience                            | The Birth of Soul: The Complete Atlantic Rhythm and Blues Recordings, 1952-1959 (en) | 1991 (compilation)                              | Ray Charles                                                |
| 55         | Elvis Presley                                                                        | 1956                                            | Elvis Presley                                          | Electric Ladyland                                                                    | 1968                                            | The Jimi Hendrix Experience                                |
| 56         | Songs in the Key of Life                                                             | 1976                                            | Stevie Wonder                                          | Elvis Presley                                                                        | 1956                                            | Elvis Presley                                              |
| 57         | Beggars Banquet                                                                      | 1968                                            | The Rolling Stones                                     | Songs in the Key of Life                                                             | 1976                                            | Stevie Wonder                                              |
| 58         | Trout Mask Replica                                                                   | 1969                                            | Captain Beefheart and his Magic Band                   | Beggars Banquet                                                                      | 1968                                            | The Rolling Stones                                         |
| 59         | Meet the Beatles!                                                                    | 1964                                            | The Beatles                                            | Chronicle, Vol. 1                                                                    | 1976 (compilation)                              | Creedence Clearwater Revival                               |
| 60         | Greatest Hits (en)                                                                   | 1970 (compilation)                              | Sly and the Family Stone                               | Trout Mask Replica                                                                   | 1969                                            | Captain Beefheart and His Magic Band                       |
| 61         | Appetite for Destruction                                                             | 1987                                            | Guns N' Roses                                          | Greatest Hits (en)                                                                   | 1970 (compilation)                              | Sly and the Family Stone                                   |
| 62         | Achtung Baby                                                                         | 1991                                            | U2                                                     | Appetite for Destruction                                                             | 1987                                            | Guns N' Roses                                              |
| 63         | Sticky Fingers                                                                       | 1971                                            | The Rolling Stones                                     | Achtung Baby                                                                         | 1991                                            | U2                                                         |
| 64         | Back to Mono (1958-1969) (en)                                                        | 1991 (compilation)                              | Phil Spector (production) / artistes divers            | Sticky Fingers                                                                       | 1971                                            | The Rolling Stones                                         |
| 65         | Moondance                                                                            | 1970                                            | Van Morrison                                           | Back to Mono (1958-1969) (en)                                                        | 1991 (compilation)                              | Phil Spector (production) / artistes divers                |
| 66         | Led Zeppelin (IV)                                                                    | 1971                                            | Led Zeppelin                                           | Moondance                                                                            | 1970                                            | Van Morrison                                               |
| 67         | The Stranger                                                                         | 1977                                            | Billy Joel                                             | Kid A                                                                                | 2000                                            | Radiohead                                                  |
| 68         | Off the Wall                                                                         | 1979                                            | Michael Jackson                                        | Off the Wall                                                                         | 1979                                            | Michael Jackson                                            |
| 69         | Superfly                                                                             | 1972                                            | Curtis Mayfield                                        | Led Zeppelin (IV)                                                                    | 1971                                            | Led Zeppelin                                               |
| 70         | Physical Graffiti                                                                    | 1975                                            | Led Zeppelin                                           | The Stranger                                                                         | 1977                                            | Billy Joel                                                 |
| 71         | After the Gold Rush                                                                  | 1970                                            | Neil Young                                             | Graceland                                                                            | 1986                                            | Paul Simon                                                 |
| 72         | Purple Rain                                                                          | 1984                                            | Prince and the Revolution                              | Superfly                                                                             | 1972                                            | Curtis Mayfield                                            |
| 73         | Back in Black                                                                        | 1980                                            | AC/DC                                                  | Physical Graffiti                                                                    | 1975                                            | Led Zeppelin                                               |
| 74         | Otis Blue                                                                            | 1965                                            | Otis Redding                                           | After the Gold Rush                                                                  | 1970                                            | Neil Young                                                 |
| 75         | Led Zeppelin II                                                                      | 1969                                            | Led Zeppelin                                           | Star Time (en)                                                                       | 1991 (compilation)                              | James Brown                                                |
| 76         | Imagine                                                                              | 1971                                            | John Lennon                                            | Purple Rain                                                                          | 1984                                            | Prince and the Revolution                                  |
| 77         | The Clash                                                                            | 1977                                            | The Clash                                              | Back in Black                                                                        | 1980                                            | AC/DC                                                      |
| 78         | Harvest                                                                              | 1972                                            | Neil Young                                             | Otis Blue                                                                            | 1965                                            | Otis Redding                                               |
| 79         | Star Time (en)                                                                       | 1991 (compilation)                              | James Brown                                            | Led Zeppelin II                                                                      | 1969                                            | Led Zeppelin                                               |
| 80         | Odessey and Oracle                                                                   | 1969                                            | The Zombies                                            | Imagine                                                                              | 1971                                            | John Lennon                                                |
| 81         | Graceland                                                                            | 1986                                            | Paul Simon                                             | The Clash                                                                            | 1977                                            | The Clash                                                  |
| 82         | Axis: Bold as Love                                                                   | 1968                                            | The Jimi Hendrix Experience                            | Harvest                                                                              | 1972                                            | Neil Young                                                 |
| 83         | I Never Loved a Man the Way I Love You                                               | 1967                                            | Aretha Franklin                                        | Axis: Bold as Love                                                                   | 1968                                            | The Jimi Hendrix Experience                                |
| 84         | Lady Soul                                                                            | 1968                                            | Aretha Franklin                                        | I Never Loved A Man The Way I Love You                                               | 1967                                            | Aretha Franklin                                            |
| 85         | Born in the U.S.A.                                                                   | 1984                                            | Bruce Springsteen                                      | Lady Soul                                                                            | 1968                                            | Aretha Franklin                                            |
| 86         | Let It Be                                                                            | 1970                                            | The Beatles                                            | Born in the U.S.A.                                                                   | 1984                                            | Bruce Springsteen                                          |
| 87         | The Wall                                                                             | 1979                                            | Pink Floyd                                             | The Wall                                                                             | 1979                                            | Pink Floyd                                                 |
| 88         | At Folsom Prison                                                                     | 1968 (live)                                     | Johnny Cash                                            | At Folsom Prison                                                                     | 1968 (live)                                     | Johnny Cash                                                |
| 89         | Dusty in Memphis                                                                     | 1969                                            | Dusty Springfield                                      | Dusty in Memphis                                                                     | 1969                                            | Dusty Springfield                                          |
| 90         | Talking Book                                                                         | 1972                                            | Stevie Wonder                                          | Talking Book                                                                         | 1972                                            | Stevie Wonder                                              |
| 91         | Goodbye Yellow Brick Road                                                            | 1973                                            | Elton John                                             | Goodbye Yellow Brick Road                                                            | 1973                                            | Elton John                                                 |
| 92         | 20 Golden Greats (en)                                                                | 1978 (compilation)                              | Buddy Holly and the Crickets                           | 20 Golden Greats (en)                                                                | 1978 (compilation)                              | Buddy Holly and the Crickets                               |
| 93         | Sign 'O' The Times                                                                   | 1987                                            | Prince                                                 | Sign 'O' The Times                                                                   | 1987                                            | Prince                                                     |
| 94         | Bitches Brew                                                                         | 1970                                            | Miles Davis                                            | 40 Greatest Hits (en)                                                                | 1978 (compilation)                              | Hank Williams                                              |
| 95         | Green River                                                                          | 1969                                            | Creedence Clearwater Revival                           | Bitches Brew                                                                         | 1970                                            | Miles Davis                                                |
| 96         | Tommy                                                                                | 1969                                            | The Who                                                | Tommy                                                                                | 1969                                            | The Who                                                    |
| 97         | The Freewheelin' Bob Dylan                                                           | 1963                                            | Bob Dylan                                              | The Freewheelin' Bob Dylan                                                           | 1963                                            | Bob Dylan                                                  |
| 98         | This Year's Model                                                                    | 1978                                            | Elvis Costello                                         | This Year's Model                                                                    | 1978                                            | Elvis Costello                                             |
| 99         | There's A Riot Goin' On                                                              | 1971                                            | Sly and the Family Stone                               | There's A Riot Goin' On                                                              | 1971                                            | Sly and the Family Stone                                   |
| 100        | In The Wee Small Hours                                                               | 1955                                            | Frank Sinatra                                          | Odessey and Oracle                                                                   | 1969                                            | The Zombies                                                |
| 101        | Fresh Cream                                                                          | 1966                                            | Cream                                                  | In The Wee Small Hours                                                               | 1955                                            | Frank Sinatra                                              |
| 102        | Giant Steps                                                                          | 1960                                            | John Coltrane                                          | Fresh Cream                                                                          | 1966                                            | Cream                                                      |
| 103        | Sweet Baby James                                                                     | 1970                                            | James Taylor                                           | Giant Steps                                                                          | 1960                                            | John Coltrane                                              |
| 104        | Modern Sounds in Country and Western Music                                           | 1962                                            | Ray Charles                                            | Sweet Baby James                                                                     | 1970                                            | James Taylor                                               |
| 105        | Rocket to Russia                                                                     | 1977                                            | Ramones                                                | Modern Sounds in Country and Western Music                                           | 1962                                            | Ray Charles                                                |
| 106        | Portrait of a Legend 1951-1964 (en)                                                  | 2003 (compilation)                              | Sam Cooke                                              | Rocket to Russia                                                                     | 1977                                            | Ramones                                                    |
| 107        | Hunky Dory                                                                           | 1971                                            | David Bowie                                            | Portrait of a Legend 1951-1964 (en)                                                  | 2003 (compilation)                              | Sam Cooke                                                  |
| 108        | Aftermath                                                                            | 1966                                            | The Rolling Stones                                     | Hunky Dory                                                                           | 1971                                            | David Bowie                                                |
| 109        | Loaded                                                                               | 1970                                            | The Velvet Underground                                 | Aftermath                                                                            | 1966                                            | The Rolling Stones                                         |
| 110        | The Bends                                                                            | 1995                                            | Radiohead                                              | Loaded                                                                               | 1970                                            | Velvet Underground                                         |
| 111        | Court and Spark                                                                      | 1974                                            | Joni Mitchell                                          | The Bends                                                                            | 1994                                            | Radiohead                                                  |
| 112        | Disraeli Gears                                                                       | 1967                                            | Cream                                                  | If You Can Believe Your Eyes And Ears                                                | 1966                                            | The Mamas and the Papas                                    |
| 113        | The Who Sell Out                                                                     | 1968                                            | The Who                                                | Court And Spark                                                                      | 1974                                            | Joni Mitchell                                              |
| 114        | Out Of Our Heads                                                                     | 1965                                            | The Rolling Stones                                     | Disraeli Gears                                                                       | 1967                                            | Cream                                                      |
| 115        | Layla and Other Assorted Love Songs                                                  | 1970                                            | Derek and the Dominos                                  | The Who Sell Out                                                                     | 1968                                            | The Who                                                    |
| 116        | At Last                                                                              | 1961                                            | Etta James                                             | Out Of Our Heads                                                                     | 1965                                            | The Rolling Stones                                         |
| 117        | Sweetheart Of The Rodeo                                                              | 1968                                            | The Byrds                                              | Layla and Other Assorted Love Songs                                                  | 1970                                            | Derek and the Dominos                                      |
| 118        | Stand!                                                                               | 1969                                            | Sly and the Family Stone                               | Late Registration                                                                    | 2005                                            | Kanye West                                                 |
| 119        | The Harder They Come – Original Soundtrack                                           | 1973 (bande originale)                          | Jimmy Cliff & artistes divers                          | At Last                                                                              | 1961                                            | Etta James                                                 |
| 120        | Raising Hell                                                                         | 1986                                            | Run D.M.C.                                             | Sweetheart Of The Rodeo                                                              | 1968                                            | The Byrds                                                  |
| 121        | Moby Grape                                                                           | 1967                                            | Moby Grape                                             | Stand!                                                                               | 1969                                            | Sly and the Family Stone                                   |
| 122        | Pearl                                                                                | 1971                                            | Janis Joplin                                           | The Harder They Come – Original Soundtrack                                           | 1973 (bande originale)                          | Jimmy Cliff & artistes divers                              |
| 123        | Catch a Fire                                                                         | 1973                                            | Bob Marley and the Wailers                             | Raising Hell                                                                         | 1986                                            | Run D.M.C.                                                 |
| 124        | Younger Than Yesterday                                                               | 1967                                            | The Byrds                                              | Moby Grape                                                                           | 1967                                            | Moby Grape                                                 |
| 125        | Raw Power                                                                            | 1973                                            | The Stooges                                            | Pearl                                                                                | 1971                                            | Janis Joplin                                               |
| 126        | Remain In Light                                                                      | 1980                                            | Talking Heads                                          | Catch A Fire                                                                         | 1973                                            | Bob Marley and the Wailers                                 |
| 127        | If You Can Believe Your Eyes and Ears                                                | 1966                                            | The Mamas and the Papas                                | Younger Than Yesterday                                                               | 1967                                            | The Byrds                                                  |
| 128        | Marquee Moon                                                                         | 1977                                            | Television                                             | Raw Power                                                                            | 1973                                            | The Stooges                                                |
| 129        | 40 Greatest Hits (en)                                                                | 1978 (compilation)                              | Hank Williams                                          | Remain In Light                                                                      | 1980                                            | Talking Heads                                              |
| 130        | Paranoid                                                                             | 1970                                            | Black Sabbath                                          | Marquee Moon                                                                         | 1977                                            | Television                                                 |
| 131        | Saturday Night Fever – Original Soundtrack                                           | 1977 (bande originale)                          | The Bee Gees & artistes divers                         | Paranoid                                                                             | 1970                                            | Black Sabbath                                              |
| 132        | The Wild, the Innocent and the E Street Shuffle                                      | 1973                                            | Bruce Springsteen                                      | Saturday Night Fever – Original Soundtrack                                           | 1977 (bande originale)                          | The Bee Gees & artistes divers                             |
| 133        | Ready To Die                                                                         | 1994                                            | The Notorious B.I.G.                                   | The Wild, the Innocent and the E Street Shuffle                                      | 1973                                            | Bruce Springsteen                                          |
| 134        | Slanted and Enchanted                                                                | 1992                                            | Pavement                                               | Ready To Die                                                                         | 1994                                            | The Notorious B.I.G.                                       |
| 135        | Greatest Hits                                                                        | 1994 (compilation)                              | Elton John                                             | Slanted and Enchanted                                                                | 1992                                            | Pavement                                                   |
| 136        | Tim                                                                                  | 1985                                            | The Replacements                                       | Greatest Hits                                                                        | 1994 (compilation)                              | Elton John                                                 |
| 137        | The Chronic                                                                          | 1992                                            | Dr. Dre                                                | Tim                                                                                  | 1985                                            | The Replacements                                           |
| 138        | Rejuvenation (en)                                                                    | 1974                                            | The Meters                                             | The Chronic                                                                          | 1992                                            | Dr. Dre                                                    |
| 139        | All That You Can't Leave Behind                                                      | 2000                                            | U2                                                     | Rejuvenation (en)                                                                    | 1974                                            | The Meters                                                 |
| 140        | Parallel Lines                                                                       | 1978                                            | Blondie                                                | Parallel Lines                                                                       | 1978                                            | Blondie                                                    |
| 141        | Live at the Regal                                                                    | 1965 (live)                                     | B.B. King                                              | Live at the Regal                                                                    | 1965 (live)                                     | B.B. King                                                  |
| 142        | A Christmas Gift For You From Phil Spector                                           | 1963                                            | Phil Spector (production) / artistes divers            | A Christmas Gift For You From Phil Spector                                           | 1963                                            | Phil Spector (production) / artistes divers                |
| 143        | Gris-Gris                                                                            | 1968                                            | Dr. John                                               | Gris-Gris                                                                            | 1968                                            | Dr. John                                                   |
| 144        | Straight Outta Compton                                                               | 1998                                            | N.W.A                                                  | Straight Outta Compton                                                               | 1998                                            | N.W.A.                                                     |
| 145        | Aja                                                                                  | 1977                                            | Steely Dan                                             | Aja                                                                                  | 1977                                            | Steely Dan                                                 |
| 146        | Surrealistic Pillow                                                                  | 1967                                            | Jefferson Airplane                                     | Surrealistic Pillow                                                                  | 1967                                            | Jefferson Airplane                                         |
| 147        | Dreams to Remember: The Otis Redding Anthology (en)                                  | 1998 (compilation)                              | Otis Redding                                           | Deja Vu                                                                              | 1970                                            | Crosby, Stills, Nash and Young                             |
| 148        | Deja Vu                                                                              | 1970                                            | Crosby, Stills, Nash and Young                         | Houses of the Holy                                                                   | 1973                                            | Led Zeppelin                                               |
| 149        | Houses of the Holy                                                                   | 1973                                            | Led Zeppelin                                           | Santana                                                                              | 1969                                            | Santana                                                    |
| 150        | Santana                                                                              | 1969                                            | Santana                                                | Darkness on the Edge of Town                                                         | 1978                                            | Bruce Springsteen                                          |
| 151        | Darkness on the Edge of Town                                                         | 1978                                            | Bruce Springsteen                                      | Funeral                                                                              | 2004                                            | Arcade Fire                                                |
| 152        | The B-52's                                                                           | 1979                                            | The B-52's                                             | The B-52's                                                                           | 1979                                            | The B-52's                                                 |
| 153        | Moanin' in the Moonlight (en)                                                        | 1959                                            | Howlin' Wolf                                           | The Low End Theory                                                                   | 1991                                            | A Tribe Called Quest                                       |
| 154        | The Low End Theory                                                                   | 1991                                            | A Tribe Called Quest                                   | Moanin' in the Moonlight (en)                                                        | 1959                                            | Howlin' Wolf                                               |
| 155        | Pretenders                                                                           | 1980                                            | The Pretenders                                         | Pretenders                                                                           | 1980                                            | The Pretenders                                             |
| 156        | Paul's Boutique                                                                      | 1989                                            | Beastie Boys                                           | Paul's Boutique                                                                      | 1989                                            | Beastie Boys                                               |
| 157        | Closer                                                                               | 1981                                            | Joy Division                                           | Closer                                                                               | 1981                                            | Joy Division                                               |
| 158        | Captain Fantastic and the Brown Dirt Cowboy                                          | 1975                                            | Elton John                                             | Captain Fantastic and the Brown Dirt Cowboy                                          | 1975                                            | Elton John                                                 |
| 159        | Alive!                                                                               | 1975 (live)                                     | Kiss                                                   | Alive!                                                                               | 1975 (live)                                     | Kiss                                                       |
| 160        | Electric Warrior                                                                     | 1971                                            | T. Rex                                                 | Electric Warrior                                                                     | 1971                                            | T. Rex                                                     |
| 161        | The Dock of the Bay                                                                  | 1968                                            | Otis Redding                                           | The Dock of the Bay                                                                  | 1968                                            | Otis Redding                                               |
| 162        | OK Computer                                                                          | 1997                                            | Radiohead                                              | OK Computer                                                                          | 1997                                            | Radiohead                                                  |
| 163        | 1999                                                                                 | 1982                                            | Prince                                                 | 1999                                                                                 | 1982                                            | Prince                                                     |
| 164        | Heart Like A Wheel (en)                                                              | 1974                                            | Linda Ronstadt                                         | The Very Best of Linda Ronstadt (en)                                                 | 2002 (compilation)                              | Linda Ronstadt                                             |
| 165        | Let's Get It On                                                                      | 1973                                            | Marvin Gaye                                            | Let's Get It On                                                                      | 1973                                            | Marvin Gaye                                                |
| 166        | Imperial Bedroom                                                                     | 1982                                            | Elvis Costello                                         | Imperial Bedroom                                                                     | 1982                                            | Elvis Costello                                             |
| 167        | Master of Puppets                                                                    | 1986                                            | Metallica                                              | Master of Puppets                                                                    | 1986                                            | Metallica                                                  |
| 168        | My Aim Is True                                                                       | 1977                                            | Elvis Costello                                         | My Aim Is True                                                                       | 1977                                            | Elvis Costello                                             |
| 169        | Exodus                                                                               | 1977                                            | Bob Marley and the Wailers                             | Exodus                                                                               | 1977                                            | Bob Marley and the Wailers                                 |
| 170        | Live at Leeds                                                                        | 1970 (live)                                     | The Who                                                | Live at Leeds                                                                        | 1970 (live)                                     | The Who                                                    |
| 171        | The Notorious Byrd Brothers                                                          | 1968                                            | The Byrds                                              | The Notorious Byrd Brothers                                                          | 1968                                            | The Byrds                                                  |
| 172        | Every Picture Tells A Story                                                          | 1971                                            | Rod Stewart                                            | Every Picture Tells A Story                                                          | 1971                                            | Rod Stewart                                                |
| 173        | Something/Anything?                                                                  | 1972                                            | Todd Rundgren                                          | Something/Anything?                                                                  | 1972                                            | Todd Rundgren                                              |
| 174        | Desire                                                                               | 1976                                            | Bob Dylan                                              | Desire                                                                               | 1976                                            | Bob Dylan                                                  |
| 175        | Close To You                                                                         | 1970                                            | The Carpenters                                         | Close To You                                                                         | 1970                                            | The Carpenters                                             |
| 176        | Rocks                                                                                | 1976                                            | Aerosmith                                              | Rocks                                                                                | 1976                                            | Aerosmith                                                  |
| 177        | One Nation Under A Groove                                                            | 1978                                            | George Clinton / Funkadelic                            | One Nation Under A Groove                                                            | 1978                                            | George Clinton / Funkadelic                                |
| 178        | Greatest Hits                                                                        | 1967 (compilation)                              | The Byrds                                              | The Anthology: 1961–1977 (en)                                                        | 1992 (compilation)                              | Curtis Mayfield & the Impressions                          |
| 179        | The Anthology: 1961–1977 (en)                                                        | 1992 (compilation)                              | Curtis Mayfield & the Impressions                      | The Definitive Collection (en)                                                       | 2001 (compilation)                              | ABBA                                                       |
| 180        | The Definitive Collection (en)                                                       | 2001 (compilation)                              | ABBA                                                   | The Rolling Stones, Now!                                                             | 1965                                            | The Rolling Stones                                         |
| 181        | The Rolling Stones, Now!                                                             | 1965                                            | The Rolling Stones                                     | Natty Dread                                                                          | 1974                                            | Bob Marley and the Wailers                                 |
| 182        | Natty Dread                                                                          | 1974                                            | Bob Marley and the Wailers                             | Fleetwood Mac                                                                        | 1975                                            | Fleetwood Mac                                              |
| 183        | Fleetwood Mac                                                                        | 1975                                            | Fleetwood Mac                                          | Red Headed Stranger                                                                  | 1975                                            | Willie Nelson                                              |
| 184        | Red Headed Stranger                                                                  | 1975                                            | Willie Nelson                                          | The Immaculate Collection                                                            | 1990 (compilation)                              | Madonna                                                    |
| 185        | The Stooges                                                                          | 1969                                            | The Stooges                                            | The Stooges                                                                          | 1969                                            | The Stooges                                                |
| 186        | Fresh (en)                                                                           | 1973                                            | Sly and the Family Stone                               | Fresh (en)                                                                           | 1973                                            | Sly and the Family Stone                                   |
| 187        | So                                                                                   | 1986                                            | Peter Gabriel                                          | So                                                                                   | 1986                                            | Peter Gabriel                                              |
| 188        | Buffalo Springfield Again                                                            | 1967                                            | Buffalo Springfield                                    | Buffalo Springfield Again                                                            | 1967                                            | Buffalo Springfield                                        |
| 189        | Happy Trails                                                                         | 1969                                            | Quicksilver Messenger Service                          | Happy Trails                                                                         | 1969                                            | Quicksilver Messenger Service                              |
| 190        | From Elvis in Memphis                                                                | 1969                                            | Elvis Presley                                          | From Elvis in Memphis                                                                | 1969                                            | Elvis Presley                                              |
| 191        | Fun House                                                                            | 1970                                            | The Stooges                                            | Fun House                                                                            | 1970                                            | The Stooges                                                |
| 192        | The Gilded Palace of Sin                                                             | 1969                                            | The Flying Burrito Brothers                            | The Gilded Palace Of Sin                                                             | 1969                                            | The Flying Burrito Brothers                                |
| 193        | Dookie                                                                               | 1994                                            | Green Day                                              | Dookie                                                                               | 1994                                            | Green Day                                                  |
| 194        | Transformer                                                                          | 1972                                            | Lou Reed                                               | Transformer                                                                          | 1972                                            | Lou Reed                                                   |
| 195        | Blues Breakers                                                                       | 1966                                            | John Mayall and the Blues Breakers with Eric Clapton   | Blues Breakers                                                                       | 1966                                            | John Mayall and the Blues Breakers with Eric Clapton       |
| 196        | Nuggets: Original Artyfacts from the First Psychedelic Era, 1965-1968                | 1972 (compilation)                              | artistes divers                                        | Nuggets: Original Artyfacts from the First Psychedelic Era, 1965-1968                | 1972 (compilation)                              | artistes divers                                            |
| 197        | Murmur                                                                               | 1983                                            | R.E.M.                                                 | Murmur                                                                               | 1983                                            | R.E.M.                                                     |
| 198        | The Best of Little Walter (en)                                                       | 1957 (compilation)                              | Little Walter                                          | The Best of Little Walter (en)                                                       | 1957 (compilation)                              | Little Walter                                              |
| 199        | Highway to Hell                                                                      | 1979                                            | AC/DC                                                  | Is This It                                                                           | 2001                                            | The Strokes                                                |
| 200        | The Downward Spiral                                                                  | 1994                                            | Nine Inch Nails                                        | Highway to Hell                                                                      | 1979                                            | AC/DC                                                      |
| 201        | Parsley, Sage, Rosemary and Thyme                                                    | 1966                                            | Simon and Garfunkel                                    | The Downward Spiral                                                                  | 1994                                            | Nine Inch Nails                                            |
| 202        | Bad                                                                                  | 1987                                            | Michael Jackson                                        | Parsley, Sage, Rosemary and Thyme                                                    | 1966                                            | Simon and Garfunkel                                        |
| 203        | Wheels of Fire                                                                       | 1968                                            | Cream                                                  | Bad                                                                                  | 1987                                            | Michael Jackson                                            |
| 204        | Dirty Mind                                                                           | 1980                                            | Prince                                                 | Modern Times                                                                         | 2006                                            | Bob Dylan                                                  |
| 205        | Abraxas                                                                              | 1970                                            | Santana                                                | Wheels of Fire                                                                       | 1968                                            | Cream                                                      |
| 206        | Tea for the Tillerman                                                                | 1970                                            | Cat Stevens                                            | Dirty Mind                                                                           | 1980                                            | Prince                                                     |
| 207        | Ten                                                                                  | 1991                                            | Pearl Jam                                              | Abraxas                                                                              | 1970                                            | Santana                                                    |
| 208        | Everybody Knows This Is Nowhere                                                      | 1969                                            | Neil Young with Crazy Horse                            | Tea For The Tillerman                                                                | 1970                                            | Cat Stevens                                                |
| 209        | Wish You Were Here                                                                   | 1975                                            | Pink Floyd                                             | Ten                                                                                  | 1991                                            | Pearl Jam                                                  |
| 210        | Crooked Rain, Crooked Rain                                                           | 1994                                            | Pavement                                               | Everybody Knows This Is Nowhere                                                      | 1969                                            | Neil Young with Crazy Horse                                |
| 211        | Tattoo You                                                                           | 1981                                            | The Rolling Stones                                     | Wish You Were Here                                                                   | 1975                                            | Pink Floyd                                                 |
| 212        | Proud Mary: The Best of Ike & Tina Turner (en)                                       | 1991 (compilation)                              | Ike and Tina Turner                                    | Crooked Rain, Crooked Rain                                                           | 1994                                            | Pavement                                                   |
| 213        | New York Dolls                                                                       | 1973                                            | New York Dolls                                         | Tattoo You                                                                           | 1981                                            | The Rolling Stones                                         |
| 214        | Bo Diddley (en) & Go Bo Diddley (en)                                                 | 1958 & 1959 (éd. originales) / 1990 (réédition) | Bo Diddley                                             | Proud Mary: The Best of Ike & Tina Turner (en)                                       | 1991 (compilation)                              | Ike and Tina Turner                                        |
| 215        | Two Steps from the Blues                                                             | 1961                                            | Bobby Bland                                            | New York Dolls                                                                       | 1973                                            | New York Dolls                                             |
| 216        | The Queen Is Dead                                                                    | 1986                                            | The Smiths                                             | Bo Diddley (en) & Go Bo Diddley (en)                                                 | 1958 & 1959 (éd. originales) / 1990 (réédition) | Bo Diddley                                                 |
| 217        | Licensed to Ill                                                                      | 1986                                            | Beastie Boys                                           | Two Steps from the Blues                                                             | 1961                                            | Bobby Bland                                                |
| 218        | Look-Ka Py Py (en)                                                                   | 1970                                            | The Meters                                             | The Queen Is Dead                                                                    | 1986                                            | The Smiths                                                 |
| 219        | Loveless                                                                             | 1991                                            | My Bloody Valentine                                    | Licensed to Ill                                                                      | 1986                                            | Beastie Boys                                               |
| 220        | New Orleans Piano (en)                                                               | 1972                                            | Professor Longhair                                     | Look-Ka Py Py (en)                                                                   | 1970                                            | The Meters                                                 |
| 221        | War                                                                                  | 1983                                            | U2                                                     | Loveless                                                                             | 1991                                            | My Bloody Valentine                                        |
| 222        | The Neil Diamond Collection (en)                                                     | 1999 (compilation)                              | Neil Diamond                                           | New Orleans Piano (en)                                                               | 1972                                            | Professor Longhair                                         |
| 223        | Howlin' Wolf (en)                                                                    | 1962                                            | Howlin' Wolf                                           | War                                                                                  | 1983                                            | U2                                                         |
| 224        | Nebraska                                                                             | 1982                                            | Bruce Springsteen                                      | The Neil Diamond Collection (en)                                                     | 1999 (compilation)                              | Neil Diamond                                               |
| 225        | The Complete Hank Williams (en)                                                      | 1998 (compilation)                              | Hank Williams                                          | American Idiot                                                                       | 2004                                            | Green Day                                                  |
| 226        | Doolittle                                                                            | 1989                                            | Pixies                                                 | Nebraska                                                                             | 1982                                            | Bruce Springsteen                                          |
| 227        | Paid in Full                                                                         | 1987                                            | Eric B. and Rakim                                      | Doolittle                                                                            | 1989                                            | Pixies                                                     |
| 228        | Toys in the Attic                                                                    | 1975                                            | Aerosmith                                              | Paid In Full                                                                         | 1987                                            | Eric B. and Rakim                                          |
| 229        | Nick of Time                                                                         | 1989                                            | Bonnie Raitt                                           | Toys in the Attic                                                                    | 1975                                            | Aerosmith                                                  |
| 230        | A Night at the Opera                                                                 | 1975                                            | Queen                                                  | Nick of Time                                                                         | 1989                                            | Bonnie Raitt                                               |
| 231        | The Kink Kronikles (en)                                                              | 1972 (compilation)                              | The Kinks                                              | A Night at the Opera                                                                 | 1975                                            | Queen                                                      |
| 232        | Mr. Tambourine Man                                                                   | 1965                                            | The Byrds                                              | The Kink Kronikles (en)                                                              | 1972 (compilation)                              | The Kinks                                                  |
| 233        | Bookends                                                                             | 1968                                            | Simon and Garfunkel                                    | Mr. Tambourine Man                                                                   | 1965                                            | The Byrds                                                  |
| 234        | The Ultimate Collection (en)                                                         | 2000 (compilation)                              | Patsy Cline                                            | Bookends                                                                             | 1968                                            | Simon & Garfunkel                                          |
| 235        | Mr. Excitement!                                                                      | 1992 (compilation)                              | Jackie Wilson                                          | The Ultimate Collection (en)                                                         | 2000 (compilation)                              | Patsy Cline                                                |
| 236        | My Generation                                                                        | 1966                                            | The Who                                                | Mr. Excitement!                                                                      | 1992 (compilation)                              | Jackie Wilson                                              |
| 237        | Like a Prayer                                                                        | 1989                                            | Madonna                                                | My Generation                                                                        | 1966                                            | The Who                                                    |
| 238        | Can't Buy A Thrill                                                                   | 1972                                            | Steely Dan                                             | Howlin' Wolf (en)                                                                    | 1962                                            | Howlin' Wolf                                               |
| 239        | Let It Be                                                                            | 1984                                            | The Replacements                                       | Like a Prayer                                                                        | 1989                                            | Madonna                                                    |
| 240        | Run–DMC                                                                              | 1984                                            | Run D.M.C.                                             | Can't Buy A Thrill                                                                   | 1972                                            | Steely Dan                                                 |
| 241        | Black Sabbath                                                                        | 1970                                            | Black Sabbath                                          | Let It Be                                                                            | 1984                                            | The Replacements                                           |
| 242        | All Killer, No Filler! The Jerry Lee Lewis Anthology (en)                            | 1993 (compilation)                              | Jerry Lee Lewis                                        | Run–DMC                                                                              | 1984                                            | Run D.M.C.                                                 |
| 243        | Freak Out!                                                                           | 1966                                            | Frank Zappa and the Mothers of Invention               | Black Sabbath                                                                        | 1970                                            | Black Sabbath                                              |
| 244        | Live/Dead                                                                            | 1969 (live)                                     | Grateful Dead                                          | The Marshall Mathers LP                                                              | 2000                                            | Eminem                                                     |
| 245        | Bryter Layter                                                                        | 1970                                            | Nick Drake                                             | All Killer, No Filler! The Jerry Lee Lewis Anthology (en)                            | 1993 (compilation)                              | Jerry Lee Lewis                                            |
| 246        | The Shape of Jazz to Come                                                            | 1959                                            | Ornette Coleman                                        | Freak Out!                                                                           | 1966                                            | Frank Zappa and the Mothers of Invention                   |
| 247        | Automatic for the People                                                             | 1992                                            | R.E.M.                                                 | Live/Dead                                                                            | 1969 (live)                                     | Grateful Dead                                              |
| 248        | Reasonable Doubt                                                                     | 1996                                            | Jay-Z                                                  | The Shape of Jazz to Come                                                            | 1959                                            | Ornette Coleman                                            |
| 249        | Low                                                                                  | 1977                                            | David Bowie                                            | Automatic for the People                                                             | 1992                                            | R.E.M.                                                     |
| 250        | The River                                                                            | 1980                                            | Bruce Springsteen                                      | Reasonable Doubt                                                                     | 1996                                            | Jay-Z                                                      |
| 251        | Complete and Unbelievable: The Otis Redding Dictionary of Soul (en)                  | 1966                                            | Otis Redding                                           | Low                                                                                  | 1977                                            | David Bowie                                                |
| 252        | Metallica ("Black Album")                                                            | 1991                                            | Metallica                                              | The Blueprint                                                                        | 2001                                            | Jay-Z                                                      |
| 253        | Trans-Europe Express                                                                 | 1977                                            | Kraftwerk                                              | The River                                                                            | 1980                                            | Bruce Springsteen                                          |
| 254        | Whitney Houston                                                                      | 1985                                            | Whitney Houston                                        | Complete and Unbelievable: The Otis Redding Dictionary of Soul (en)                  | 1966                                            | Otis Redding                                               |
| 255        | The Kinks Are The Village Green Preservation Society                                 | 1968                                            | The Kinks                                              | Metallica ("Black Album")                                                            | 1991                                            | Metallica                                                  |
| 256        | The Velvet Rope                                                                      | 1997                                            | Janet Jackson                                          | Trans-Europe Express                                                                 | 1977                                            | Kraftwerk                                                  |
| 257        | Stardust                                                                             | 1978                                            | Willie Nelson                                          | Whitney Houston                                                                      | 1985                                            | Whitney Houston                                            |
| 258        | American Beauty                                                                      | 1970                                            | Grateful Dead                                          | The Kinks Are The Village Green Preservation Society                                 | 1968                                            | The Kinks                                                  |
| 259        | Crosby, Stills and Nash                                                              | 1969                                            | Crosby, Stills and Nash                                | The Velvet Rope                                                                      | 1997                                            | Janet Jackson                                              |
| 260        | Buena Vista Social Club                                                              | 1996                                            | Buena Vista Social Club                                | Stardust                                                                             | 1978                                            | Willie Nelson                                              |
| 261        | Tracy Chapman                                                                        | 1988                                            | Tracy Chapman                                          | American Beauty                                                                      | 1970                                            | Grateful Dead                                              |
| 262        | Workingman's Dead                                                                    | 1970                                            | Grateful Dead                                          | Crosby, Stills & Nash                                                                | 1969                                            | Crosby, Stills and Nash                                    |
| 263        | The Genius of Ray Charles                                                            | 1959                                            | Ray Charles                                            | Tracy Chapman                                                                        | 1988                                            | Tracy Chapman                                              |
| 264        | Child Is Father To The Man                                                           | 1968                                            | Blood, Sweat and Tears                                 | Workingman's Dead                                                                    | 1970                                            | Grateful Dead                                              |
| 265        | Cosmo's Factory                                                                      | 1970                                            | Creedence Clearwater Revival                           | The Genius Of Ray Charles                                                            | 1959                                            | Ray Charles                                                |
| 266        | Quadrophenia                                                                         | 1973                                            | The Who                                                | Child Is Father To The Man                                                           | 1968                                            | Blood, Sweat and Tears                                     |
| 267        | There Goes Rhymin' Simon                                                             | 1973                                            | Paul Simon                                             | Quadrophenia                                                                         | 1973                                            | The Who                                                    |
| 268        | Psychocandy                                                                          | 1985                                            | The Jesus And Mary Chain                               | Paul Simon                                                                           | 1972                                            | Paul Simon                                                 |
| 269        | Some Girls                                                                           | 1978                                            | The Rolling Stones                                     | Psychocandy                                                                          | 1985                                            | The Jesus and Mary Chain                                   |
| 270        | The Beach Boys Today!                                                                | 1965                                            | The Beach Boys                                         | Some Girls                                                                           | 1978                                            | The Rolling Stones                                         |
| 271        | Going To A Go-Go (en)                                                                | 1965                                            | Smokey Robinson and the Miracles                       | The Beach Boys Today!                                                                | 1965                                            | The Beach Boys                                             |
| 272        | Nightbirds (en)                                                                      | 1974                                            | Labelle                                                | Dig Me Out                                                                           | 1997                                            | Sleater-Kinney                                             |
| 273        | The Slim Shady LP                                                                    | 1999                                            | Eminem                                                 | Going To A Go-Go (en)                                                                | 1965                                            | Smokey Robinson and the Miracles                           |
| 274        | Mothership Connection                                                                | 1975                                            | George Clinton / Parliament                            | Nightbirds (en)                                                                      | 1974                                            | Labelle                                                    |
| 275        | Rhythm Nation 1814                                                                   | 1989                                            | Janet Jackson                                          | The Slim Shady LP                                                                    | 1999                                            | Eminem                                                     |
| 276        | Anthology of American Folk Music                                                     | 1952 (compilation)                              | artistes divers                                        | Mothership Connection                                                                | 1975                                            | George Clinton / Parliament                                |
| 277        | Aladdin Sane                                                                         | 1973                                            | David Bowie                                            | Rhythm Nation 1814                                                                   | 1989                                            | Janet Jackson                                              |
| 278        | The Immaculate Collection                                                            | 1990 (compilation)                              | Madonna                                                | Anthology of American Folk Music                                                     | 1952 (compilation)                              | artistes divers                                            |
| 279        | My Life                                                                              | 1994                                            | Mary J. Blige                                          | Aladdin Sane                                                                         | 1973                                            | David Bowie                                                |
| 280        | Folk Singer (en)                                                                     | 1964                                            | Muddy Waters                                           | All That You Can't Leave Behind                                                      | 2000                                            | U2                                                         |
| 281        | Can't Get Enough                                                                     | 1974                                            | Barry White                                            | My Life                                                                              | 1994                                            | Mary J. Blige                                              |
| 282        | The Cars                                                                             | 1978                                            | The Cars                                               | Folk Singer (en)                                                                     | 1964                                            | Muddy Waters                                               |
| 283        | Five Leaves Left                                                                     | 1969                                            | Nick Drake                                             | Can't Get Enough                                                                     | 1974                                            | Barry White                                                |
| 284        | Music of My Mind                                                                     | 1972                                            | Stevie Wonder                                          | The Cars                                                                             | 1978                                            | The Cars                                                   |
| 285        | I'm Still In Love With You (en)                                                      | 1972                                            | Al Green                                               | Music Of My Mind                                                                     | 1972                                            | Stevie Wonder                                              |
| 286        | Los Angeles (en)                                                                     | 1980                                            | X                                                      | I'm Still In Love With You (en)                                                      | 1972                                            | Al Green                                                   |
| 287        | Anthem of the Sun                                                                    | 1968                                            | Grateful Dead                                          | Los Angeles (en)                                                                     | 1980                                            | X                                                          |
| 288        | Something Else by the Kinks                                                          | 1968                                            | The Kinks                                              | Anthem of the Sun                                                                    | 1968                                            | Grateful Dead                                              |
| 289        | Call Me (en)                                                                         | 1973                                            | Al Green                                               | Something Else by the Kinks                                                          | 1968                                            | The Kinks                                                  |
| 290        | Talking Heads: 77                                                                    | 1977                                            | Talking Heads                                          | Call Me (en)                                                                         | 1973                                            | Al Green                                                   |
| 291        | The Basement Tapes                                                                   | 1967 (enregistré) / 1975 (publié)               | Bob Dylan and The Band                                 | Talking Heads: 77                                                                    | 1977                                            | Talking Heads                                              |
| 292        | White Light / White Heat                                                             | 1968                                            | The Velvet Underground                                 | The Basement Tapes                                                                   | 1967 (enregistré) / 1975 (publié)               | Bob Dylan and The Band                                     |
| 293        | Greatest Hits (en)                                                                   | 1972 (compilation)                              | Simon and Garfunkel                                    | White Light / White Heat                                                             | 1968                                            | The Velvet Underground                                     |
| 294        | Kick Out The Jams                                                                    | 1969 (live)                                     | MC5                                                    | Kick Out The Jams                                                                    | 1969 (live)                                     | MC5                                                        |
| 295        | Meat Is Murder                                                                       | 1985                                            | The Smiths                                             | Songs of Love and Hate                                                               | 1971                                            | Leonard Cohen                                              |
| 296        | We're Only In It For The Money                                                       | 1968                                            | Frank Zappa and the Mothers Of Invention               | Meat Is Murder                                                                       | 1985                                            | The Smiths                                                 |
| 297        | Weezer ("Blue Album")                                                                | 1994                                            | Weezer                                                 | We're Only In It For The Money                                                       | 1968                                            | Frank Zappa and the Mothers of Invention                   |
| 298        | Master of Reality                                                                    | 1971                                            | Black Sabbath                                          | The College Dropout                                                                  | 2004                                            | Kanye West                                                 |
| 299        | Coat of Many Colors                                                                  | 1971                                            | Dolly Parton                                           | Weezer ("Blue Album")                                                                | 1994                                            | Weezer                                                     |
| 300        | Fear of a Black Planet                                                               | 1990                                            | Public Enemy                                           | Master of Reality                                                                    | 1971                                            | Black Sabbath                                              |
| 301        | John Wesley Harding                                                                  | 1967                                            | Bob Dylan                                              | Coat of Many Colors                                                                  | 1971                                            | Dolly Parton                                               |
| 302        | The Marshall Mathers LP                                                              | 2000                                            | Eminem                                                 | Fear of a Black Planet                                                               | 1990                                            | Public Enemy                                               |
| 303        | Grace                                                                                | 1994                                            | Jeff Buckley                                           | John Wesley Harding                                                                  | 1967                                            | Bob Dylan                                                  |
| 304        | Car Wheels on a Gravel Road                                                          | 1998                                            | Lucinda Williams                                       | Grace                                                                                | 1994                                            | Jeff Buckley                                               |
| 305        | Odelay                                                                               | 1996                                            | Beck                                                   | Car Wheels On A Gravel Road                                                          | 1998                                            | Lucinda Williams                                           |
| 306        | Songs For Swingin' Lovers!                                                           | 1956                                            | Frank Sinatra                                          | Odelay                                                                               | 1996                                            | Beck                                                       |
| 307        | Avalon                                                                               | 1982                                            | Roxy Music                                             | A Hard Day's Night                                                                   | 1964                                            | The Beatles                                                |
| 308        | The Sun Records Collection (en)                                                      | 1994 (compilation)                              | artistes divers                                        | Songs For Swingin' Lovers!                                                           | 1956                                            | Frank Sinatra                                              |
| 309        | Nothing's Shocking                                                                   | 1988                                            | Jane's Addiction                                       | Willy and the Poor Boys                                                              | 1969                                            | Creedence Clearwater Revival                               |
| 310        | Blood Sugar Sex Magik                                                                | 1991                                            | Red Hot Chili Peppers                                  | Blood Sugar Sex Magik                                                                | 1991                                            | Red Hot Chili Peppers                                      |
| 311        | MTV Unplugged in New York                                                            | 1994 (live)                                     | Nirvana                                                | The Sun Records Collection (en)                                                      | 1994 (compilation)                              | artistes divers                                            |
| 312        | The Miseducation of Lauryn Hill                                                      | 1998                                            | Lauryn Hill                                            | Nothing's Shocking                                                                   | 1988                                            | Jane's Addiction                                           |
| 313        | Damn the Torpedoes                                                                   | 1979                                            | Tom Petty and the Heartbreakers                        | MTV Unplugged in New York                                                            | 1994 (live)                                     | Nirvana                                                    |
| 314        | The Velvet Underground                                                               | 1969                                            | The Velvet Underground                                 | The Miseducation of Lauryn Hill                                                      | 1998                                            | Lauryn Hill                                                |
| 315        | Surfer Rosa                                                                          | 1988                                            | Pixies                                                 | Damn The Torpedoes                                                                   | 1979                                            | Tom Petty and the Heartbreakers                            |
| 316        | Rock Steady                                                                          | 2001                                            | No Doubt                                               | The Velvet Underground                                                               | 1969                                            | Velvet Underground                                         |
| 317        | The Eminem Show                                                                      | 2002                                            | Eminem                                                 | Surfer Rosa                                                                          | 1988                                            | Pixies                                                     |
| 318        | Back Stabbers                                                                        | 1972                                            | The O'Jays                                             | Back Stabbers                                                                        | 1972                                            | The O'Jays                                                 |
| 319        | Burnin'                                                                              | 1973                                            | Bob Marley and the Wailers                             | Burnin'                                                                              | 1973                                            | Bob Marley and the Wailers                                 |
| 320        | Pink Moon                                                                            | 1972                                            | Nick Drake                                             | Amnesiac                                                                             | 2001                                            | Radiohead                                                  |
| 321        | Sail Away                                                                            | 1972                                            | Randy Newman                                           | Pink Moon                                                                            | 1972                                            | Nick Drake                                                 |
| 322        | Ghost in the Machine                                                                 | 1981                                            | The Police                                             | Sail Away                                                                            | 1972                                            | Randy Newman                                               |
| 323        | Station to Station                                                                   | 1976                                            | David Bowie                                            | Ghost in the Machine                                                                 | 1981                                            | The Police                                                 |
| 324        | The Very Best of Linda Ronstadt (en)                                                 | 2002 (compilation)                              | Linda Ronstadt                                         | Station to Station                                                                   | 1976                                            | David Bowie                                                |
| 325        | Slowhand                                                                             | 1977                                            | Eric Clapton                                           | Slowhand                                                                             | 1977                                            | Eric Clapton                                               |
| 326        | Disintegration                                                                       | 1989                                            | The Cure                                               | Disintegration                                                                       | 1989                                            | The Cure                                                   |
| 327        | Jagged Little Pill                                                                   | 1995                                            | Alanis Morissette                                      | Exile in Guyville                                                                    | 1993                                            | Liz Phair                                                  |
| 328        | Exile in Guyville                                                                    | 1993                                            | Liz Phair                                              | Daydream Nation                                                                      | 1988                                            | Sonic Youth                                                |
| 329        | Daydream Nation                                                                      | 1988                                            | Sonic Youth                                            | In The Jungle Groove (en)                                                            | 1986 (compilation)                              | James Brown                                                |
| 330        | In The Jungle Groove (en)                                                            | 1986 (compilation)                              | James Brown                                            | Tonight's the Night                                                                  | 1975                                            | Neil Young                                                 |
| 331        | Tonight's the Night                                                                  | 1975                                            | Neil Young                                             | Help!                                                                                | 1965                                            | The Beatles                                                |
| 332        | Help!                                                                                | 1965                                            | The Beatles                                            | Shoot Out The Lights (en)                                                            | 1982                                            | Richard and Linda Thompson                                 |
| 333        | Shoot Out The Lights (en)                                                            | 1982                                            | Richard and Linda Thompson                             | Wild Gift                                                                            | 1981                                            | X                                                          |
| 334        | Wild Gift                                                                            | 1981                                            | X                                                      | Squeezing Out Sparks                                                                 | 1979                                            | Graham Parker                                              |
| 335        | Squeezing Out Sparks                                                                 | 1979                                            | Graham Parker                                          | Superunknown                                                                         | 1994                                            | Soundgarden                                                |
| 336        | Superunknown                                                                         | 1994                                            | Soundgarden                                            | In Rainbows                                                                          | 2007                                            | Radiohead                                                  |
| 337        | Aqualung                                                                             | 1971                                            | Jethro Tull                                            | Aqualung                                                                             | 1971                                            | Jethro Tull                                                |
| 338        | Cheap Thrills                                                                        | 1968                                            | Janis Joplin / Big Brother and the Holding Company     | Cheap Thrills                                                                        | 1968                                            | Janis Joplin / Big Brother and the Holding Company         |
| 339        | The Heart of Saturday Night                                                          | 1974                                            | Tom Waits                                              | The Heart of Saturday Night                                                          | 1974                                            | Tom Waits                                                  |
| 340        | Damaged                                                                              | 1981                                            | Black Flag                                             | Damaged                                                                              | 1981                                            | Black Flag                                                 |
| 341        | Play                                                                                 | 1999                                            | Moby                                                   | Play                                                                                 | 1999                                            | Moby                                                       |
| 342        | Violator                                                                             | 1990                                            | Depeche Mode                                           | Violator                                                                             | 1990                                            | Depeche Mode                                               |
| 343        | Bat Out Of Hell                                                                      | 1977                                            | Meat Loaf                                              | Bat Out Of Hell                                                                      | 1977                                            | Meat Loaf                                                  |
| 344        | Berlin                                                                               | 1973                                            | Lou Reed                                               | Berlin                                                                               | 1973                                            | Lou Reed                                                   |
| 345        | Stop Making Sense                                                                    | 1984                                            | Talking Heads                                          | Stop Making Sense                                                                    | 1984                                            | Talking Heads                                              |
| 346        | 3 Feet High And Rising                                                               | 1989                                            | De La Soul                                             | 3 Feet High And Rising                                                               | 1989                                            | De La Soul                                                 |
| 347        | The Piper at the Gates of Dawn                                                       | 1967                                            | Pink Floyd                                             | The Piper at the Gates of Dawn                                                       | 1967                                            | Pink Floyd                                                 |
| 348        | At Newport 1960                                                                      | 1960 (live)                                     | Muddy Waters                                           | At Newport 1960                                                                      | 1960 (live)                                     | Muddy Waters                                               |
| 349        | Roger the Engineer                                                                   | 1966                                            | The Yardbirds                                          | The Black Album                                                                      | 2003                                            | Jay-Z                                                      |
| 350        | Rust Never Sleeps                                                                    | 1979                                            | Neil Young and Crazy Horse                             | Roger the Engineer                                                                   | 1966                                            | The Yardbirds                                              |
| 351        | Brothers in Arms                                                                     | 1985                                            | Dire Straits                                           | Rust Never Sleeps                                                                    | 1979                                            | Neil Young and Crazy Horse                                 |
| 352        | 52nd Street                                                                          | 1978                                            | Billy Joel                                             | Brothers in Arms                                                                     | 1985                                            | Dire Straits                                               |
| 353        | Having a Rave Up with The Yardbirds                                                  | 1965                                            | The Yardbirds                                          | My Beautiful Dark Twisted Fantasy                                                    | 2010                                            | Kanye West                                                 |
| 354        | 12 Songs                                                                             | 1970                                            | Randy Newman                                           | 52nd Street                                                                          | 1978                                            | Billy Joel                                                 |
| 355        | Between the Buttons                                                                  | 1967                                            | The Rolling Stones                                     | Having a Rave Up with The Yardbirds                                                  | 1965                                            | The Yardbirds                                              |
| 356        | Sketches of Spain                                                                    | 1960                                            | Miles Davis                                            | 12 Songs                                                                             | 1970                                            | Randy Newman                                               |
| 357        | Honky Château                                                                        | 1972                                            | Elton John                                             | Between the Buttons                                                                  | 1967                                            | The Rolling Stones                                         |
| 358        | Singles Going Steady (en)                                                            | 1979 (compilation)                              | Buzzcocks                                              | Sketches of Spain                                                                    | 1960                                            | Miles Davis                                                |
| 359        | Stankonia                                                                            | 2000                                            | Outkast                                                | Honky Château                                                                        | 1972                                            | Elton John                                                 |
| 360        | Siamese Dream                                                                        | 1993                                            | The Smashing Pumpkins                                  | Singles Going Steady (en)                                                            | 1979 (compilation)                              | Buzzcocks                                                  |
| 361        | Substance                                                                            | 1987 (compilation)                              | Joy Division                                           | Stankonia                                                                            | 2000                                            | Outkast                                                    |
| 362        | L.A. Woman                                                                           | 1971                                            | The Doors                                              | Siamese Dream                                                                        | 1993                                            | The Smashing Pumpkins                                      |
| 363        | Ray of Light                                                                         | 1998                                            | Madonna                                                | Substance                                                                            | 1987 (compilation)                              | Joy Division                                               |
| 364        | American Recordings                                                                  | 1994                                            | Johnny Cash                                            | L.A. Woman                                                                           | 1971                                            | The Doors                                                  |
| 365        | Louder Than Bombs                                                                    | 1987                                            | The Smiths                                             | Rage Against The Machine                                                             | 1992                                            | Rage Against The Machine                                   |
| 366        | Mott                                                                                 | 1973                                            | Mott the Hoople                                        | American Recordings                                                                  | 1994                                            | Johnny Cash                                                |
| 367        | Is This It                                                                           | 2001                                            | The Strokes                                            | Ray of Light                                                                         | 1998                                            | Madonna                                                    |
| 368        | Rage Against The Machine                                                             | 1992                                            | Rage Against The Machine                               | The Eagles                                                                           | 1972                                            | The Eagles                                                 |
| 369        | Reggatta de Blanc                                                                    | 1979                                            | The Police                                             | Louder Than Bombs                                                                    | 1987                                            | The Smiths                                                 |
| 370        | Volunteers                                                                           | 1969                                            | Jefferson Airplane                                     | Mott                                                                                 | 1973                                            | Mott the Hoople                                            |
| 371        | Siren                                                                                | 1975                                            | Roxy Music                                             | Whatever People Say I Am, That's What I'm Not                                        | 2006                                            | Arctic Monkeys                                             |
| 372        | Late for the Sky (en)                                                                | 1974                                            | Jackson Browne                                         | Reggatta De Blanc                                                                    | 1979                                            | The Police                                                 |
| 373        | Post                                                                                 | 1995                                            | Björk                                                  | Volunteers                                                                           | 1969                                            | Jefferson Airplane                                         |
| 374        | The Eagles                                                                           | 1972                                            | The Eagles                                             | Siren                                                                                | 1975                                            | Roxy Music                                                 |
| 375        | The Ultimate Collection (1948-1990) (en)                                             | 1991 (compilation)                              | John Lee Hooker                                        | Late for the Sky (en)                                                                | 1974                                            | Jackson Browne                                             |
| 376        | (What's the Story) Morning Glory?                                                    | 1995                                            | Oasis                                                  | Post                                                                                 | 1995                                            | Björk                                                      |
| 377        | CrazySexyCool                                                                        | 1994                                            | TLC                                                    | The Ultimate Collection (1948-1990) (en)                                             | 1991 (compilation)                              | John Lee Hooker                                            |
| 378        | Funky Kingston                                                                       | 1975                                            | Toots and the Maytals                                  | (What's the Story) Morning Glory?                                                    | 1995                                            | Oasis                                                      |
| 379        | Greetings from Asbury Park, N.J.                                                     | 1973                                            | Bruce Springsteen                                      | CrazySexyCool                                                                        | 1994                                            | TLC                                                        |
| 380        | Sunflower                                                                            | 1970                                            | The Beach Boys                                         | Funky Kingston                                                                       | 1975                                            | Toots and the Maytals                                      |
| 381        | The Modern Lovers                                                                    | 1976                                            | The Modern Lovers                                      | The Smile Sessions                                                                   | 1967 (enregistré) / 2011 (publié)               | The Beach Boys                                             |
| 382        | More Songs About Buildings and Food                                                  | 1978                                            | Talking Heads                                          | The Modern Lovers                                                                    | 1976                                            | The Modern Lovers                                          |
| 383        | A Quick One                                                                          | 1966                                            | The Who                                                | More Songs About Buildings and Food                                                  | 1978                                            | Talking Heads                                              |
| 384        | Pyromania                                                                            | 1983                                            | Def Leppard                                            | A Quick One                                                                          | 1966                                            | The Who                                                    |
| 385        | Pretzel Logic                                                                        | 1974                                            | Steely Dan                                             | Love and Theft                                                                       | 2001                                            | Bob Dylan                                                  |
| 386        | Enter the Wu-Tang: 36 Chambers                                                       | 1993                                            | Wu-Tang Clan                                           | Pretzel Logic                                                                        | 1974                                            | Steely Dan                                                 |
| 387        | Country Life                                                                         | 1974                                            | Roxy Music                                             | Enter The Wu-Tang: 36 Chambers                                                       | 1993                                            | Wu-Tang Clan                                               |
| 388        | A Hard Day's Night                                                                   | 1964                                            | The Beatles                                            | The Indestructible Beat of Soweto (en)                                               | 1985 (compilation)                              | artistes divers                                            |
| 389        | The End Of The Innocence                                                             | 1989                                            | Don Henley                                             | The End Of The Innocence                                                             | 1989                                            | Don Henley                                                 |
| 390        | Elephant                                                                             | 2003                                            | The White Stripes                                      | Elephant                                                                             | 2003                                            | The White Stripes                                          |
| 391        | The Pretender                                                                        | 1976                                            | Jackson Browne                                         | The Pretender                                                                        | 1976                                            | Jackson Browne                                             |
| 392        | Willy and the Poor Boys                                                              | 1969                                            | Creedence Clearwater Revival                           | Let It Be                                                                            | 1970                                            | The Beatles                                                |
| 393        | Good Old Boys                                                                        | 1974                                            | Randy Newman                                           | Kala                                                                                 | 2007                                            | M.I.A.                                                     |
| 394        | For Your Pleasure                                                                    | 1973                                            | Roxy Music                                             | Good Old Boys                                                                        | 1974                                            | Randy Newman                                               |
| 395        | Blue Lines                                                                           | 1991                                            | Massive Attack                                         | Sound Of Silver                                                                      | 2007                                            | LCD Soundsystem                                            |
| 396        | Eliminator                                                                           | 1983                                            | ZZ Top                                                 | For Your Pleasure                                                                    | 1973                                            | Roxy Music                                                 |
| 397        | Rain Dogs                                                                            | 1985                                            | Tom Waits                                              | Blue Lines                                                                           | 1991                                            | Massive Attack                                             |
| 398        | Anthology (en)                                                                       | 1995 (compilation)                              | The Temptations                                        | Eliminator                                                                           | 1983                                            | ZZ Top                                                     |
| 399        | Californication                                                                      | 1999                                            | Red Hot Chili Peppers                                  | Rain Dogs                                                                            | 1985                                            | Tom Waits                                                  |
| 400        | Illmatic                                                                             | 1994                                            | Nas                                                    | Anthology (en)                                                                       | 1995 (compilation)                              | The Temptations                                            |
| 401        | (Pronounced 'Leh-'nérd 'Skin-'nérd)                                                  | 1973                                            | Lynyrd Skynyrd                                         | Californication                                                                      | 1999                                            | Red Hot Chili Peppers                                      |
| 402        | Dr. John's Gumbo (en)                                                                | 1972                                            | Dr. John                                               | Illmatic                                                                             | 1994                                            | Nas                                                        |
| 403        | Radio City                                                                           | 1974                                            | Big Star                                               | (Pronounced 'Leh-'nérd 'Skin-'nérd)                                                  | 1973                                            | Lynyrd Skynyrd                                             |
| 404        | Sandinista!                                                                          | 1980                                            | The Clash                                              | Dr. John's Gumbo (en)                                                                | 1972                                            | Dr John                                                    |
| 405        | Rid of Me                                                                            | 1993                                            | PJ Harvey                                              | Radio City                                                                           | 1974                                            | Big Star                                                   |
| 406        | I Do Not Want What I Haven't Got                                                     | 1990                                            | Sinéad O'Connor                                        | Rid of Me                                                                            | 1993                                            | PJ Harvey                                                  |
| 407        | Strange Days                                                                         | 1967                                            | The Doors                                              | Sandinista!                                                                          | 1980                                            | The Clash                                                  |
| 408        | Time Out Of Mind                                                                     | 1997                                            | Bob Dylan                                              | I Do Not Want What I Haven't Got                                                     | 1990                                            | Sinéad O'Connor                                            |
| 409        | 461 Ocean Boulevard                                                                  | 1974                                            | Eric Clapton                                           | Strange Days                                                                         | 1967                                            | The Doors                                                  |
| 410        | Pink Flag                                                                            | 1977                                            | Wire                                                   | Time Out Of Mind                                                                     | 1997                                            | Bob Dylan                                                  |
| 411        | Double Nickels On The Dime                                                           | 1984                                            | Minutemen                                              | 461 Ocean Boulevard                                                                  | 1974                                            | Eric Clapton                                               |
| 412        | Mezzanine                                                                            | 1998                                            | Massive Attack                                         | Pink Flag                                                                            | 1977                                            | Wire                                                       |
| 413        | Beauty And The Beat                                                                  | 1981                                            | The Go-Go's                                            | Double Nickels On The Dime                                                           | 1984                                            | Minutemen                                                  |
| 414        | Greatest Hits (en)                                                                   | 1991 (compilation)                              | James Brown                                            | Beauty And The Beat                                                                  | 1981                                            | The Go-Go's                                                |
| 415        | Van Halen                                                                            | 1978                                            | Van Halen                                              | Van Halen                                                                            | 1978                                            | Van Halen                                                  |
| 416        | Mule Variations                                                                      | 1999                                            | Tom Waits                                              | Mule Variations                                                                      | 1999                                            | Tom Waits                                                  |
| 417        | Boy                                                                                  | 1980                                            | U2                                                     | Boy                                                                                  | 1980                                            | U2                                                         |
| 418        | Band on the Run                                                                      | 1973                                            | Paul McCartney and Wings                               | Band on the Run                                                                      | 1973                                            | Paul McCartney and Wings                                   |
| 419        | Dummy                                                                                | 1994                                            | Portishead                                             | Dummy                                                                                | 1994                                            | Portishead                                                 |
| 420        | With the Beatles                                                                     | 1964                                            | The Beatles                                            | The "Chirping" Crickets                                                              | 1957                                            | Buddy Holly and the Crickets                               |
| 421        | The "Chirping" Crickets                                                              | 1957                                            | Buddy Holly and the Crickets                           | The Best of the Girl Groups, Vol. 1-2 (en)                                           | 1990 (compilation)                              | artistes divers                                            |
| 422        | The Best of the Girl Groups, Vol. 1-2 (en)                                           | 1990 (compilation)                              | artistes divers                                        | Presenting the Fabulous Ronettes (en)                                                | 1964                                            | The Ronettes                                               |
| 423        | Greatest Hits (en)                                                                   | 1998 (compilation)                              | The Mamas and the Papas                                | Anthology (en)                                                                       | 1973 (compilation)                              | The Supremes                                               |
| 424        | King of the Delta Blues Singers, Vol. 2                                              | 1970 (compilation)                              | Robert Johnson                                         | The Rising                                                                           | 2002                                            | Bruce Springsteen                                          |
| 425        | ChangesOneBowie                                                                      | 1976 (compilation)                              | David Bowie                                            | Grievous Angel                                                                       | 1974                                            | Gram Parsons                                               |
| 426        | The Battle of Los Angeles                                                            | 1999                                            | Rage Against The Machine                               | At Budokan                                                                           | 1979 (live)                                     | Cheap Trick                                                |
| 427        | Presenting the Fabulous Ronettes (en)                                                | 1964                                            | The Ronettes                                           | Sleepless (en)                                                                       | 2002                                            | Peter Wolf                                                 |
| 428        | Kid A                                                                                | 2000                                            | Radiohead                                              | Outlandos d'Amour                                                                    | 1978                                            | The Police                                                 |
| 429        | Grievous Angel                                                                       | 1974                                            | Gram Parsons                                           | Another Green World                                                                  | 1975                                            | Brian Eno                                                  |
| 430        | At Budokan                                                                           | 1979 (live)                                     | Cheap Trick                                            | Vampire Weekend                                                                      | 2009                                            | Vampire Weekend                                            |
| 431        | Anthology (en)                                                                       | 1973 (compilation)                              | Diana Ross and the Supremes                            | Stories From The City, Stories From The Sea                                          | 2000                                            | PJ Harvey                                                  |
| 432        | Sleepless (en)                                                                       | 2002                                            | Peter Wolf                                             | Here Come The Warm Jets                                                              | 1975                                            | Brian Eno                                                  |
| 433        | Another Green World                                                                  | 1975                                            | Brian Eno                                              | All Things Must Pass                                                                 | 1970                                            | George Harrison                                            |
| 434        | Outlandos D'Amour                                                                    | 1978                                            | The Police                                             | #1 Record                                                                            | 1972                                            | Big Star                                                   |
| 435        | To Bring You My Love                                                                 | 1995                                            | PJ Harvey                                              | In Utero                                                                             | 1993                                            | Nirvana                                                    |
| 436        | Here Come the Warm Jets                                                              | 1975                                            | Brian Eno                                              | Sea Change                                                                           | 2002                                            | Beck                                                       |
| 437        | All Things Must Pass                                                                 | 1970                                            | George Harrison                                        | Tha Carter III                                                                       | 2008                                            | Lil Wayne                                                  |
| 438        | #1 Record                                                                            | 1972                                            | Big Star                                               | Boys Don't Cry                                                                       | 1980                                            | The Cure                                                   |
| 439        | In Utero                                                                             | 1993                                            | Nirvana                                                | Live at the Harlem Square Club, 1963                                                 | 1963 (enregistré) / 1985 (publié) (live)        | Sam Cooke                                                  |
| 440        | Sea Change                                                                           | 2002                                            | Beck                                                   | Rum, Sodomy, and the Lash                                                            | 1985                                            | The Pogues                                                 |
| 441        | Tragic Kingdom                                                                       | 1995                                            | No Doubt                                               | Suicide                                                                              | 1977                                            | Suicide                                                    |
| 442        | Boys Don't Cry                                                                       | 1980                                            | The Cure                                               | Q: Are We Not Men? A: We Are Devo!                                                   | 1978                                            | Devo                                                       |
| 443        | Live at the Harlem Square Club, 1963                                                 | 1963 (enregistré) / 1985 (publié) (live)        | Sam Cooke                                              | In Color (en)                                                                        | 1977                                            | Cheap Trick                                                |
| 444        | Criminal Minded                                                                      | 1987                                            | Boogie Down Productions                                | The World Is A Ghetto                                                                | 1972                                            | War                                                        |
| 445        | Rum, Sodomy, and the Lash                                                            | 1985                                            | The Pogues                                             | Fly Like An Eagle (en)                                                               | 1976                                            | Steve Miller Band                                          |
| 446        | Suicide                                                                              | 1977                                            | Suicide                                                | Back in the USA                                                                      | 1970                                            | MC5                                                        |
| 447        | Q: Are We Not Men? A: We Are Devo!                                                   | 1978                                            | Devo                                                   | Getz/Gilberto                                                                        | 1964                                            | Stan Getz and Joao Gilberto featuring Antônio Carlos Jobim |
| 448        | In Color (en)                                                                        | 1977                                            | Cheap Trick                                            | Synchronicity                                                                        | 1983                                            | The Police                                                 |
| 449        | The World Is a Ghetto                                                                | 1972                                            | War                                                    | Third / Sister Lovers                                                                | 1978                                            | Big Star                                                   |
| 450        | Fly Like An Eagle (en)                                                               | 1976                                            | Steve Miller Band                                      | For Everyman (en)                                                                    | 1973                                            | Jackson Browne                                             |
| 451        | Back in the USA                                                                      | 1970                                            | MC5                                                    | Back to Black                                                                        | 2007                                            | Amy Winehouse                                              |
| 452        | Music                                                                                | 2000                                            | Madonna                                                | John Prine                                                                           | 1971                                            | John Prine                                                 |
| 453        | Ritual de lo Habitual                                                                | 1990                                            | Jane's Addiction                                       | Strictly Business                                                                    | 1988                                            | EPMD                                                       |
| 454        | Getz/Gilberto                                                                        | 1964                                            | Stan Getz and Joao Gilberto feat. Antônio Carlos Jobim | Love It to Death                                                                     | 1971                                            | Alice Cooper                                               |
| 455        | Synchronicity                                                                        | 1983                                            | The Police                                             | How Will the Wolf Survive? (en)                                                      | 1984                                            | Los Lobos                                                  |
| 456        | Third / Sister Lovers                                                                | 1978                                            | Big Star                                               | Here, My Dear                                                                        | 1978                                            | Marvin Gaye                                                |
| 457        | For Everyman (en)                                                                    | 1973                                            | Jackson Browne                                         | Z                                                                                    | 2005                                            | My Morning Jacket                                          |
| 458        | John Prine                                                                           | 1971                                            | John Prine                                             | Tumbleweed Connection                                                                | 1970                                            | Elton John                                                 |
| 459        | Strictly Business                                                                    | 1988                                            | EPMD                                                   | Golden Hits (en)                                                                     | 1968 (compilation)                              | The Drifters                                               |
| 460        | Love It to Death                                                                     | 1971                                            | Alice Cooper                                           | Live Through This                                                                    | 1994                                            | Hole                                                       |
| 461        | How Will the Wolf Survive? (en)                                                      | 1984                                            | Los Lobos                                              | Metal Box                                                                            | 1979                                            | Public Image Ltd.                                          |
| 462        | Here, My Dear                                                                        | 1978                                            | Marvin Gaye                                            | Document                                                                             | 1987                                            | R.E.M.                                                     |
| 463        | Tumbleweed Connection                                                                | 1970                                            | Elton John                                             | Heaven Up Here                                                                       | 1981                                            | Echo and the Bunnymen                                      |
| 464        | The Blueprint                                                                        | 2001                                            | Jay-Z                                                  | Hysteria                                                                             | 1987                                            | Def Leppard                                                |
| 465        | Golden Hits (en)                                                                     | 1968 (compilation)                              | The Drifters                                           | 69 Love Songs                                                                        | 1999                                            | The Magnetic Fields                                        |
| 466        | Live Through This                                                                    | 1994                                            | Hole                                                   | A Rush of Blood to the Head                                                          | 2002                                            | Coldplay                                                   |
| 467        | Love and Theft                                                                       | 2001                                            | Bob Dylan                                              | Tunnel Of Love                                                                       | 1987                                            | Bruce Springsteen                                          |
| 468        | Elton John                                                                           | 1970                                            | Elton John                                             | The Paul Butterfield Blues Band                                                      | 1965                                            | The Paul Butterfield Blues Band                            |
| 469        | Metal Box                                                                            | 1979                                            | Public Image Ltd.                                      | The Score                                                                            | 1996                                            | The Fugees                                                 |
| 470        | Document                                                                             | 1987                                            | R.E.M.                                                 | Radio                                                                                | 1985                                            | LL Cool J                                                  |
| 471        | Heaven Up Here                                                                       | 1981                                            | Echo and the Bunnymen                                  | I Want To See The Bright Lights Tonight                                              | 1974                                            | Richard and Linda Thompson                                 |
| 472        | Hysteria                                                                             | 1987                                            | Def Leppard                                            | Faith                                                                                | 1987                                            | George Michael                                             |
| 473        | A Rush of Blood to the Head                                                          | 2002                                            | Coldplay                                               | The Smiths                                                                           | 1984                                            | The Smiths                                                 |
| 474        | Live in Europe                                                                       | 1967 (live)                                     | Otis Redding                                           | Próxima Estación: Esperanza                                                          | 2001                                            | Manu Chao                                                  |
| 475        | Tunnel of Love                                                                       | 1987                                            | Bruce Springsteen                                      | Armed Forces                                                                         | 1979                                            | Elvis Costello and the Attractions                         |
| 476        | The Paul Butterfield Blues Band                                                      | 1965                                            | The Paul Butterfield Blues Band                        | Life After Death                                                                     | 1997                                            | The Notorious B.I.G.                                       |
| 477        | The Score                                                                            | 1996                                            | Fugees                                                 | Down Every Road 1962-1994 (en)                                                       | 1996 (compilation)                              | Merle Haggard                                              |
| 478        | Radio                                                                                | 1985                                            | LL Cool J                                              | All Time Greatest Hits (en)                                                          | 2002 (compilation)                              | Loretta Lynn                                               |
| 479        | I Want To See the Bright Lights Tonight                                              | 1974                                            | Richard and Linda Thompson                             | Maggot Brain                                                                         | 1971                                            | George Clinton / Funkadelic                                |
| 480        | Faith                                                                                | 1987                                            | George Michael                                         | Only Built 4 Cuban Linx                                                              | 1995                                            | Raekwon                                                    |
| 481        | The Smiths                                                                           | 1984                                            | The Smiths                                             | Voodoo                                                                               | 2000                                            | D'Angelo                                                   |
| 482        | Armed Forces                                                                         | 1979                                            | Elvis Costello and the Attractions                     | Guitar Town                                                                          | 1986                                            | Steve Earle                                                |
| 483        | Life After Death                                                                     | 1997                                            | The Notorious B.I.G.                                   | Entertainment!                                                                       | 1979                                            | Gang of Four                                               |
| 484        | Branded Man                                                                          | 1967                                            | Merle Haggard                                          | All the Young Dudes (en)                                                             | 1972                                            | Mott the Hoople                                            |
| 485        | All Time Greatest Hits (en)                                                          | 2002 (compilation)                              | Loretta Lynn                                           | Vitalogy                                                                             | 1994                                            | Pearl Jam                                                  |
| 486        | Maggot Brain                                                                         | 1971                                            | George Clinton / Funkadelic                            | That's The Way Of The World                                                          | 1975                                            | Earth, Wind & Fire                                         |
| 487        | Mellon Collie and the Infinite Sadness                                               | 1995                                            | The Smashing Pumpkins                                  | She's So Unusual                                                                     | 1983                                            | Cyndi Lauper                                               |
| 488        | Voodoo                                                                               | 2000                                            | D'Angelo                                               | New Day Rising (en)                                                                  | 1985                                            | Hüsker Dü                                                  |
| 489        | Guitar Town                                                                          | 1986                                            | Steve Earle                                            | Destroyer                                                                            | 1976                                            | Kiss                                                       |
| 490        | Entertainment!                                                                       | 1979                                            | Gang of Four                                           | Tres Hombres                                                                         | 1973                                            | ZZ Top                                                     |
| 491        | All the Young Dudes (en)                                                             | 1972                                            | Mott the Hoople                                        | Born Under A Bad Sign                                                                | 1967                                            | Albert King                                                |
| 492        | Vitalogy                                                                             | 1994                                            | Pearl Jam                                              | Touch                                                                                | 1984                                            | Eurythmics                                                 |
| 493        | That's The Way Of The World                                                          | 1975                                            | Earth, Wind and Fire                                   | Yankee Hotel Foxtrot                                                                 | 2002                                            | Wilco                                                      |
| 494        | She's So Unusual                                                                     | 1983                                            | Cyndi Lauper                                           | Oracular Spectacular                                                                 | 2008                                            | MGMT                                                       |
| 495        | New Day Rising (en)                                                                  | 1985                                            | Hüsker Dü                                              | Give It Up (en)                                                                      | 1972                                            | Bonnie Raitt                                               |
| 496        | Destroyer                                                                            | 1976                                            | Kiss                                                   | Boz Scaggs (en)                                                                      | 1969                                            | Boz Scaggs                                                 |
| 497        | Yo! Bum Rush The Show                                                                | 1987                                            | Public Enemy                                           | White Blood Cells                                                                    | 2001                                            | The White Stripes                                          |
| 498        | Tres Hombres                                                                         | 1973                                            | ZZ Top                                                 | The Stone Roses                                                                      | 1989                                            | The Stone Roses                                            |
| 499        | Born Under A Bad Sign                                                                | 1967                                            | Albert King                                            | Live In Cook County Jail                                                             | 1971 (live)                                     | B.B. King                                                  |
| 500        | Touch                                                                                | 1984                                            | Eurythmics                                             | Aquemini                                                                             | 1998                                            | OutKast                                                    |

## Commentaires

### Albums ajoutés au classement en 2012
- Sunrise - Elvis Presley (no 11) — remplace The Sun Sessions
- The Complete Recordings - Robert Johnson (no 22) — remplace King of the Delta Blues Singers, Vol. 1 et 2
- Chronicle - Creedence Clearwater Revival (no 59)
- Late Registration - Kanye West (no 118)
- Funeral - Arcade Fire (no 151)
- Modern Times - Bob Dylan (no 204)
- American Idiot - Green Day (no 225)
- Paul Simon - Paul Simon (no 268)
- Dig Me Out - Sleater-Kinney (no 272)
- Songs of Love and Hate - Leonard Cohen (no 295)
- The College Dropout - Kanye West (no 298)
- Amnesiac - Radiohead (no 320)
- In Rainbows - Radiohead (no 336)
- The Black Album - Jay-Z (no 349)
- My Beautiful Dark Twisted Fantasy - Kanye West (no 353)
- Whatever People Say I Am, That's What I'm Not - Arctic Monkeys (no 371)
- The Smile Sessions - Beach Boys (no 381)
- The Indestructible Beat of Soweto (no 388)
- Kala - M.I.A. (no 393)
- Sound of Silver - LCD Soundsystem (no 395)
- The Rising - Bruce Springsteen (no 424)
- Vampire Weekend - Vampire Weekend (no 430)
- Stories from the City, Stories from the Sea - PJ Harvey (no 431)
- Tha Carter III - Lil Wayne (no 437)
- Back to Black - Amy Winehouse (no 451)
- Z - My Morning Jacket (no 457)
- 69 Love Songs - Magnetic Fields (no 465)
- Próxima Estación: Esperanza - Manu Chao (no 474)
- Down Every Road - Merle Hagard (no 477)
- Only Built 4 Cuban Linx - Raekwon (no 487)
- Yankee Hotel Foxtrot - Wilco (no 493)
- Oracular Spectacular - MGMT (no 494)
- Give It Up - Bonnie Raitt (no 495)
- Boz Scaggs - Boz Scaggs (no 496)
- White Blood Cells - The White Stripes (no 497)
- The Stone Roses - The Stone Roses (no 498)
- Live at the Cook County Jail - B.B. King (no 499)
- Aquemini - OutKast (no 500)

### Albums supprimés du classement en 2012
- The Sun Sessions - Elvis Presley (no 11) — remplacé par Sunrise
- King of the Delta Blues Singers - Robert Johnson (no 27) — remplacé par The Complete Recordings
- Green River - Creedence Clearwater Revival (no 95)
- Dream to Remember: The Otis Redding Anthology - Otis Redding (no 147)
- Heart Like A Wheel - Linda Ronstadt (no 164)
- Greatest Hits - The Byrds (no 178)
- The Complete Hank Williams - Hank Williams (no 225)
- Bryter Layter - Nick Drake (no 245)
- Buena Vista Social Club (no 260)
- Cosmo's Factory - Creedence Clearwater Revival (no 265)
- There Goes Rhymin' Simon - Paul Simon (no 267)
- Five Leaves Left - Nick Drake (no 283)
- Greatest Hits - Simon & Garfunkel (no 293)
- Avalon - Roxy Music (no 307)
- Rock Steady - No Doubt (no 316)
- The Eminem Show - Eminem (no 317)
- Jagged Little Pill - Alanis Morrisette (no 327)
- Greetings From Asbury Park, N.J. - Bruce Springsteen (no 379)
- Sunflower - Beach Boys (no 380)
- Pyromania - Def Leppard (no 384)
- Country Life - Roxy Music (no 387)
- Mezzanine - Massive Attack (no 412)
- Greatest Hits - James Brown (no 414) — redondant avec le coffret anthologie Star Time
- With the Beatles - The Beatles (no 420) — contenu proche de Meet the Beatles
- Greatest Hits - The Mamas and the Papas (no 423)
- King of the Delta Blues Singers vol. 2 - Robert Johnson (no 424) — remplacé par The Complete Recordings
- ChangesOneBowie - David Bowie (no 425)
- The Battle of Los Angeles - Rage Against the Machine (no 426)
- To Bring You My Love - PJ Harvey (no 435)
- Tragic Kingdom - No Doubt (no 441)
- Criminal Minds - Boogie Down Productions (no 444)
- Music - Madonna (no 452)
- Ritual de lo Habitual - Jane's Addiction (no 453)
- Elton John - Elton John (no 468)
- Live in Europe - Otis Redding (no 474)
- Branded Man - Merle Haggard (no 484)
- Mellon Collie and the Infinite Sadness - Smashing Pumpkins (no 487)
- Yo! Bum Rush the Show - Public Enemy (no 497)

### Parmi les autres évolutions notables
- A Hard Day's Night (The Beatles) monte de la 388e à la 307e place ;
- The Marshall Mathers LP (Eminem) monte de la 302e à la 244e place ;
- Love and Theft (Bob Dylan) monte de la 467e à la 385e place ;
- The Blueprint (Jay-Z) monte de la 464e à la 252e place ;
- Is This It (The Strokes) monte de la 367e à la 199e place ;
- 40 Greatest Hits (Hank Williams) monte de la 129e à la 94e place ;
- Kid A (Radiohead) monte de la 428e à la 67e place ;
- Willy and the Poor Boys (Creedence Clearwater Revival) monte de la 392e à la 309e place ;
- The Immaculate Collection (Madonna) monte de la 278e à la 184e place ;
- The Very Best of Linda Ronstadt monte de la 324e à la 164e place ;
- All That You Can't Leave Behind (U2) descend de la 139e à la 280e place ;
- Odessey and Oracle (The Zombies) descend de la 80e à la 100e place ;
- Let It Be (The Beatles) descend de la 86e à la 392e place.

Trois artistes / groupes ont chacun deux albums sortant du classement de 2012 sans ajout en compensation : Roxy Music (passe de 4 à 2), Nick Drake (passe de 3 à 1) et No Doubt (passe de 2 à 0).

### Artistes / groupes totalisant le plus d'albums classés
- John Lennon : 2 en tant qu'artiste solo ; 10 en tant que membre des Beatles (dont 4 parmi les dix premiers)
- George Harrison : 1 en tant qu'artiste solo ; 1 avec John Lennon (Imagine) ; 10 en tant que membre des Beatles (dont 4 parmi les dix premiers)
- Ringo Starr : 1 avec John Lennon (Plastic Ono Band) ; 1 avec George Harrison ; 10 en tant que membre des Beatles (dont 4 parmi les dix premiers)
- Paul McCartney : 1 avec Wings ; 10 en tant que membre des Beatles (dont 4 parmi les dix premiers) ; collaboration avec Michael Jackson sur 1 titre de Thriller (The Girl Is Mine)
- The Beatles : 10[n 6] (dont 4 parmi les dix premiers)
- Bob Dylan : 9 en tant qu'artiste solo (dont 2 parmi les dix premiers) dans l'édition 2003 / 10 dans l'édition 2012 ; 1 avec The Band
- The Rolling Stones / Mick Jagger, Keith Richards, Charlie Watts, Bill Wyman[n 7] : 10 (dont 1 parmi les dix premiers)
- Eric Clapton : 2 en tant qu'artiste solo ; 3 en tant que membre de Cream ; 1 en tant que membre de Derek and the Dominos ; 1 avec John Mayall & the Blues Breakers ; 1 avec les Yardbirds (Having A Rave Up[n 8]) ; plus contributions en tant que musicien de studio ou musicien invité à plusieurs autres albums classés : All Things Must Pass, Lady Soul, Desire, The Beatles (1 titre : While My Guitar Gently Weeps), We're Only In It For The Money (contribution vocale sur deux titres)
- Brian Eno : 2 en tant qu'artiste solo ; 1 en tant que membre de Roxy Music (For Your Pleasure) ; 1 avec David Bowie (Low) ; 2 avec Talking Heads en tant que producteur (More Songs..., Remain In Light) ; 3 avec U2 en tant que producteur (The Joshua Tree, Achtung Baby, All That You Can't Leave Behind)
- Bruce Springsteen : 8[n 9]
- The Who : 7 (dont un album live)
- Neil Young : 5 en tant qu'artiste solo (dont 2 avec le groupe Crazy Horse) ; 1 en tant que membre de Crosby, Stills, Nash & Young ; 1 en tant que membre de Buffalo Springfield
- David Bowie : 6 en tant qu'artiste solo (l'édition 2003 comprenait en plus une compilation de sa première période) ; 1 avec Lou Reed en tant que producteur et choriste (Transformer)
- Lou Reed : 2 en tant qu'artiste solo ; 4 en tant que membre du Velvet Underground
- Brian Jones : 6 en tant que membre des Rolling Stones[n 7]
- Jimmy Page : 5 en tant que membre de Led Zeppelin ; à la rigueur 1 avec les Yardbirds (Having A Rave Up)[n 10]
- Led Zeppelin / Robert Plant, John Paul Jones, John Bonham : 5
- Elton John : 6 (édition 2003) / 5 (édition 2012) (dont une compilation dans les deux listes)
- David Crosby : 3 en tant que membre des Byrds[n 11], plus 1 compilation pour l'édition 2003 ; 2 en tant que membre de Crosby, Stills, Nash (& Young)
- Chris Hillman : 4 en tant que membre des Byrds, plus 1 compilation pour l'édition 2003 ; 1 en tant que membre des Flying Burrito Brothers
- Bob Marley and the Wailers : 5 (dont une compilation)
- Paul Simon : 2 en tant qu'artiste solo[n 12] ; 3 en tant que membre du duo Simon and Garfunkel, plus 1 album de compilation pour l'édition 2003
- U2 : 5
- Radiohead : 3 (édition 2003) / 5 (édition 2012)
- Jerry Harrison : 4 en tant que membre de Talking Heads ; 1 en tant que membre des Modern Lovers
- The Byrds : 5 (édition 2003) / 4 (édition 2012, suppression d'une compilation)
- Otis Redding : 5 (édition 2003, dont un album live et une compilation) / 3 (édition 2012, suppression de l'album live et de la compilation)
- Prince : 4 en tant qu'artiste solo ; auteur de la chanson emblématique de I Do Not Want What I Haven't Got (Nothing Compares 2 U) reprise par Sinéad O'Connor ; collaboration avec Madonna sur 1 titre de Like A Prayer (Love Song)
- Pink Floyd : 4
- The Police : 4
- The Smiths : 4
- Stevie Wonder : 4
- Talking Heads : 4
- The Velvet Underground : 4
- Elvis Costello : 4 (dont 3 avec le groupe The Attractions)
- Grateful Dead : 4 (dont un album live)
- Sly and the Family Stone : 4 (dont une compilation)
- Jack Bruce : 3 en tant que membre de Cream ; 1 avec Lou Reed (Berlin)
- Madonna : 4 (édition 2003) / 3 (édition 2012) (dont une compilation dans les deux listes)
- Simon & Garfunkel : 4 (édition 2003, dont une compilation) / 3 (édition 2012, retrait d'une compilation)
- Art Garfunkel : 3 en tant que membre du duo Simon and Garfunkel, plus 1 album de compilation pour l'édition 2003
- James Brown : 4 (dont un album live, un coffret anthologie et une compilation d'inédits, plus une compilation classique pour l'édition 2003)
- Roxy Music : 4 (édition 2003) / 2 (édition 2012)
- The Beach Boys / Brian Wilson : 3 (dont 1 parmi les dix premiers)
- Marvin Gaye : 3 (dont 1 parmi les 10 premiers)
- The Clash : 3 (dont 1 parmi les dix premiers)
- Jimi Hendrix / The Jimi Hendrix Experience : 3 (soit les trois albums studio officiels du groupe)
- Cream : 3 (soit les trois albums studio officiels du groupe)
- Big Star : 3
- Black Sabbath : 3
- Michael Jackson : 3
- Elvis Presley : 3
- Miles Davis : 3
- John Coltrane : 2 en tant qu'artiste solo ; 1 avec Miles Davis
- R.E.M. : 3
- Steely Dan : 3
- The Stooges / Iggy Pop : 3
- The Doors : 3
- Tom Waits : 3
- Randy Newman : 3
- Jackson Browne : 3
- Nirvana : 3 (dont un album live)
- Muddy Waters : 3 (dont un album live)
- The Kinks : 3 (dont une compilation)
- Ray Charles : 3 (dont une compilation)
- Al Green : 3 (dont une compilation)
- George Clinton : 2 avec Funkadelic ; 1 avec Parliament
- Stephen Stills : 2 en tant que membre de Crosby, Stills, Nash (& Young) ; 1 en tant que membre de Buffalo Springfield
- Gram Parsons : 1 en tant qu'artiste solo ; 1 en tant que membre des Byrds (Sweetheart Of The Rodeo) ; 1 en tant que membre des Flying Burrito Brothers
- Don Henley : 1 en tant qu'artiste solo ; 2 en tant que membre des Eagles
- The Band : 2 en leur nom ; 1 avec Bob Dylan
- Ginger Baker : 3 en tant que membre de Cream
- Mick Taylor : 3 en tant que membre des Rolling Stones[n 7]
- Creedence Clearwater Revival : 3 (édition 2003) / 2 (édition 2012, dont une compilation)
- Eminem : 3 (édition 2003) / 2 (édition 2012)
- Public Enemy : 3 (édition 2003) / 2 (édition 2012)
- Jay-Z : 2 (édition 2003) / 3 (édition 2012)
- Nick Drake : 3 (édition 2003, qui comprenait donc tous ses albums studio officiels) / 1 (édition 2012)
- Kanye West : 0 (édition 2003) / 3 (édition 2012)

#### En tant que producteurs, arrangeurs ou musiciens de studio
- George Martin : 10 en tant qu'arrangeur, producteur, ingénieur du son et compositeur pour les Beatles (dont 4 parmi les 10 premiers)
- Nicky Hopkins : (en tant que musicien de studio) 5 avec les Rolling Stones (Between The Buttons, Beggars Banquet, Let It Bleed, Sticky Fingers, Exile on Main Street) ; 2 avec les Kinks (Something Else, Village Green Preservation Society) ; 2 avec The Who (My Generation, Who's Next) ; 1 avec Jefferson Airplane (Volunteers) ; 1 avec John Lennon (Imagine) ; plus la version single de Revolution des Beatles
- Al Kooper : (en tant que musicien de studio) 2 avec Bob Dylan (Highway 61 Revisited, Blonde On Blonde) ; 2 avec The Who (The Who Sell Out, Who's Next) ; 1 avec Jimi Hendrix (Electric Ladyland) ; 1 avec les Rolling Stones (Let It Bleed) ; 1 avec Lynyrd Skynyrd (Pronounced 'Leh-'nérd 'Skin-'nérd – également producteur)
- Ian Stewart : (en tant que musicien de studio) 8 avec les Rolling Stones[n 13] (The Rolling Stones, Now!, Out Of Our Heads, Aftermath, Between The Buttons, Let It Bleed, Sticky Fingers, Exile on Main Street, Tattoo You) ; 2 contributions avec Led Zeppelin (Rock And Roll sur Led Zeppelin IV, Boogie With Stu sur Physical Graffiti)
- Phil Spector : en tant que producteur, a contribué à Back To Mono (coffret anthologie de ses productions pour une multitude d'artistes), A Christmas Gift For You, Presenting The Fabulous Ronettes, Let It Be des Beatles, Plastic Ono Band, Imagine (coproducteur, chœurs), All Things Must Pass (coproducteur) ; a également produit plusieurs chansons pour Ike & Tina Turner figurant sur la compilation Proud Mary (extraites de River Deep, Mountain High), et a coécrit un titre figurant sur l'anthologie The Best of the Girl Groups, Volume 1
- Jack Nitzsche : (en tant qu'arrangeur, compositeur ou musicien de studio) 5 avec les Rolling Stones (The Rolling Stones, Now! (2 titres), Out Of Our Heads, Aftermath, Between The Buttons, Let It Bleed, Sticky Fingers) ; 3 avec Neil Young (After the Gold Rush, Harvest, Tonight's The Night, plus Expecting To Fly sur Buffalo Springfield Again) ; a également collaboré avec Phil Spector (ses contributions figurent sur A Christmas Gift For You et sur l'anthologie Back To Mono)
- Billy Preston : (en tant que musicien de studio) 3 avec les Rolling Stones (Sticky Fingers, Exile on Main Street, Tattoo You) ; 2 avec les Beatles (Abbey Road, Let It Be) ; 1 avec George Harrison (All Things Must Pass) ; 1 avec Sly and the Family Stone (There's A Riot Goin' On) ; plus God sur Plastic Ono Band de John Lennon
- Hal Blaine : (en tant que musicien de studio) 1 avec les Beach Boys (The Beach Boys, Today!) ; 1 avec les Byrds (Mr. Tambourine Man) ; 3 avec Simon and Garfunkel (Parsley, Sage, Rosemary and Thyme, Bookends, Bridge Over Troubled Water), ainsi que Paul Simon pour le classement de 2012 ; 1 avec les Carpenters (Close To You) ; plus des contributions sur les compilations The Neil Diamond Collection et Anthology des Supremes
- Carol Kaye : (en tant que musicienne de studio) 1 avec les Beach Boys (Pet Sounds, parmi les 10 premiers) / 2 pour le classement de 2012 (The Smile Sessions en plus) ; 1 avec Frank Zappa (Freak Out!) ; plus ses contributions aux productions de Phil Spector présentes sur Back To Mono et The Best of Ike & Tina Turner[4]
- Jeff Porcaro : 1 avec Steely Dan (Pretzel Logic) ; 1 avec Jackson Browne (The Pretender) ; 1 avec Michael Jackson (4 titres sur Thriller : Beat It, Human Nature, The Lady In My Life, The Girl Is Mine) 1 avec Pink Floyd (Mother sur The Wall) ; 1 avec Madonna (Cherish sur Like A Prayer)
- Mick Ronson : 3 avec David Bowie (Hunky Dory, Ziggy Stardust, Aladdin Sane) ; 1 avec Lou Reed (Transformer)
- Tony Visconti : 1 en tant qu'arrangeur avec Paul McCartney & Wings (Band On The Run) ; 2 en tant que producteur avec T. Rex (Electric Warrior) et David Bowie (Low)

## Critiques
En réaction au succès de cette liste, le critique musical Jim DeRogatis, un ancien rédacteur du magazine Rolling Stone, publie en 2004 Kill Your Idols: A New Generation of Rock Writers Reconsiders the Classics  (ISBN 1-56980-276-9). Cet ouvrage réunit plusieurs critiques d'auteurs plus jeunes argumentant contre la haute considération, jugée excessive, de certains albums classiques, à commencer par Sgt. Pepper's Lonely Hearts Club Band, classé premier.
Cette liste a été critiquée pour la forte prépondérance des artistes anglo-américains. Seuls deux albums dans la liste ont été produits dans un pays non anglophone par des artistes non anglophones : Trans-Europe Express du groupe allemand Kraftwerk (no 253 en 2003, no 256 en 2012) et la production cubaine Buena Vista Social Club (no 260 en 2003, évincé du classement de 2012) ou la production française Próxima Estación: Esperanza (ajouté au classement de 2012, no 474).
La liste a également été critiquée en raison de son favoritisme présumé pour les décennies 1960-1970. D'autres commentateurs ont au contraire déploré la présence de plusieurs albums de rap ou pop contemporains, ou le nombre d'albums classés pour certains artistes / groupes bien établis, au détriment d'artistes et groupes majeurs des deux décennies en question (Nina Simone, The Animals, The Shadows, The Kingsmen, Dick Dale, Wilson Pickett, Booker T. and the M.G.'s, Sam & Dave et la pléïade d'artistes Stax Records, Dionne Warwick et Burt Bacharach, Martha and the Vandellas et la pléthore d'autres artistes de l'écurie Motown, Marianne Faithfull, Laura Nyro, Roberta Flack, (The Small) Faces, Steve Winwood / Traffic, Blind Faith, The Troggs, The Turtles, The Sonics, The Pretty Things, Procol Harum, Fairport Convention, Tim Buckley, Jeff Beck, Johnny Winter, Canned Heat, Steppenwolf, Ten Years After, Free, Deep Purple, Gong, Can, Tangerine Dream, Klaus Schulze, Mike Oldfield, Jean-Michel Jarre, Serge Gainsbourg, Robert Wyatt / Soft Machine, Magma, Mahavishnu Orchestra, King Crimson, Van Der Graaf Generator, Yes, Genesis, Supertramp, The Residents, Pere Ubu, XTC, The Slits, The Damned, Richard Hell and the Voidoids, Ian Dury and the Blockheads, The Jam, The Stranglers, Scorpions, Thin Lizzy, Blue Öyster Cult, Motörhead...) ou de la décennie 1980 (Kate Bush, Cocteau Twins, Grace Jones, Pulp, The Psychedelic Furs, Siouxsie and the Banshees, Stevie Ray Vaughan, Slayer, Iron Maiden...), ou même des décennies antérieures (T-Bone Walker, Sister Rosetta Tharpe, Woodie Guthrie, Carl Perkins, Gene Vincent, Fats Domino, The Platters, The Everly Brothers, Screamin' Jay Hawkins...) qui en sont totalement absents.
La présence d'un grand nombre de compilations a également été critiquée, particulièrement concernant les artistes / groupes ayant émergé à partir du milieu des années 1960, quand la notion d'album s'est solidement implantée dans l'industrie musicale.

## Listes nationales
- En 2007, l'édition brésilienne de Rolling Stone publie une liste intitulée Os 100 maiores discos da música brasileira.
- La même année, l'édition argentine de Rolling Stone publie une liste intitulée 100 mejores discos del rock nacional[8].
- Toujours la même année, l'édition indonésienne de Rolling Stone publie une liste intitulée 150 Album Indonesia Terbaik[9].
- Encore la même année, l'édition japonaise de Rolling Stone publie une liste intitulée 100 Greatest Japanese Rock Albums[10].
- En 2008, l'édition chilienne de Rolling Stone publie une liste intitulée Los 50 mejores discos chilenos[11].
- En 2010, l'édition française de Rolling Stone publie une liste intitulée 100 disques essentiels du rock français[12].
- La même année, l'édition espagnole de Rolling Stone publie une liste intitulée Los 50 mejores discos del rock español[13].
- Toujours la même année, l'édition allemande de Rolling Stone publie de même une liste intitulée Die 50 besten deutschen Alben[14].
- En 2012, l'édition française de Rolling Stone publie un hors-série intitulé Les 100 meilleurs albums live[15].